# فهرست سیارک‌ها (۱۶۰۰۰۱–۱۶۱۰۰۱)
فهرست سیارک‌ها (۱۶۰۰۰۱ - ۱۶۱۰۰۱) فهرست سیارک‌ها از ۱۶۰۰۰۱ تا ۱۶۱۰۰۱ است.
| نام    | نام انگلیسی  | تاریخ کشف       |
| ------ | ------------ | --------------- |
| ۱۶۰۰۰۱ | 2006 GU31    | ۵ آوریل ۲۰۰۶    |
| ۱۶۰۰۰۲ | 2006 JO57    | ۷ مه ۲۰۰۶       |
| ۱۶۰۰۰۳ | 2006 SL284   | ۲۷ سپتامبر ۲۰۰۶ |
| ۱۶۰۰۰۴ | 2007 GP24    | ۱۱ آوریل ۲۰۰۷   |
| ۱۶۰۰۰۵ | 2007 GA51    | ۱۵ آوریل ۲۰۰۷   |
| ۱۶۰۰۰۶ | 2007 HK56    | ۲۲ آوریل ۲۰۰۷   |
| ۱۶۰۰۰۷ | 2007 HY60    | ۲۰ آوریل ۲۰۰۷   |
| ۱۶۰۰۰۷ | 2007 JJ      | ۷ مه ۲۰۰۷       |
| ۱۶۰۰۰۹ | 2007 JM3     | ۶ مه ۲۰۰۷       |
| ۱۶۰۰۰۹ | 6699 P-L     | ۲۴ سپتامبر ۱۹۶۰ |
| ۱۶۰۰۱۱ | 1098 T-2     | ۲۹ سپتامبر ۱۹۷۳ |
| ۱۶۰۰۱۲ | 1110 T-2     | ۲۹ سپتامبر ۱۹۷۳ |
| ۱۶۰۰۱۳ | 1294 T-2     | ۲۹ سپتامبر ۱۹۷۳ |
| ۱۶۰۰۱۴ | 3057 T-2     | ۳۰ سپتامبر ۱۹۷۳ |
| ۱۶۰۰۱۵ | 3079 T-2     | ۳۰ سپتامبر ۱۹۷۳ |
| ۱۶۰۰۱۶ | 1988 SX1     | ۱۶ سپتامبر ۱۹۸۸ |
| ۱۶۰۰۱۷ | 1990 JD2     | ۱ مه ۱۹۹۰       |
| ۱۶۰۰۱۸ | 1991 TY2     | ۷ اکتبر ۱۹۹۱    |
| ۱۶۰۰۱۸ | 1994 FE      | ۱۹ مارس ۱۹۹۴    |
| ۱۶۰۰۲۰ | 1995 FN4     | ۲۳ مارس ۱۹۹۵    |
| ۱۶۰۰۲۱ | 1995 FE7     | ۲۴ مارس ۱۹۹۵    |
| ۱۶۰۰۲۲ | 1995 YL11    | ۱۸ دسامبر ۱۹۹۵  |
| ۱۶۰۰۲۳ | 1996 VM19    | ۷ نوامبر ۱۹۹۶   |
| ۱۶۰۰۲۴ | 1996 VG25    | ۱۰ نوامبر ۱۹۹۶  |
| ۱۶۰۰۲۴ | 1996 XS      | ۱ دسامبر ۱۹۹۶   |
| ۱۶۰۰۲۶ | 1997 EH25    | ۷ مارس ۱۹۹۷     |
| ۱۶۰۰۲۷ | 1997 UN1     | ۲۳ اکتبر ۱۹۹۷   |
| ۱۶۰۰۲۸ | 1998 ET5     | ۲ مارس ۱۹۹۸     |
| ۱۶۰۰۲۹ | 1998 FM101   | ۳۱ مارس ۱۹۹۸    |
| ۱۶۰۰۳۰ | 1998 FM130   | ۲۲ مارس ۱۹۹۸    |
| ۱۶۰۰۳۱ | 1998 HD48    | ۲۰ آوریل ۱۹۹۸   |
| ۱۶۰۰۳۲ | 1998 HM96    | ۲۱ آوریل ۱۹۹۸   |
| ۱۶۰۰۳۳ | 1998 QU81    | ۲۴ اوت ۱۹۹۸     |
| ۱۶۰۰۳۴ | 1998 RS39    | ۱۴ سپتامبر ۱۹۹۸ |
| ۱۶۰۰۳۵ | 1998 WQ27    | ۱۸ نوامبر ۱۹۹۸  |
| ۱۶۰۰۳۶ | 1998 XH7     | ۸ دسامبر ۱۹۹۸   |
| ۱۶۰۰۳۷ | 1998 YG6     | ۲۲ دسامبر ۱۹۹۸  |
| ۱۶۰۰۳۸ | 1999 CL56    | ۱۰ فوریه ۱۹۹۹   |
| ۱۶۰۰۳۹ | 1999 JE4     | ۱۰ مه ۱۹۹۹      |
| ۱۶۰۰۴۰ | 1999 NC30    | ۱۴ ژوئیه ۱۹۹۹   |
| ۱۶۰۰۴۱ | 1999 NJ36    | ۱۴ ژوئیه ۱۹۹۹   |
| ۱۶۰۰۴۲ | 1999 NW64    | ۱۴ ژوئیه ۱۹۹۹   |
| ۱۶۰۰۴۳ | 1999 OC2     | ۲۲ ژوئیه ۱۹۹۹   |
| ۱۶۰۰۴۴ | 1999 RJ37    | ۱۰ سپتامبر ۱۹۹۹ |
| ۱۶۰۰۴۵ | 1999 RU183   | ۹ سپتامبر ۱۹۹۹  |
| ۱۶۰۰۴۶ | 1999 SG23    | ۳۰ سپتامبر ۱۹۹۹ |
| ۱۶۰۰۴۷ | 1999 TF181   | ۱۱ اکتبر ۱۹۹۹   |
| ۱۶۰۰۴۸ | 1999 TF185   | ۱۲ اکتبر ۱۹۹۹   |
| ۱۶۰۰۴۹ | 1999 TF189   | ۱۲ اکتبر ۱۹۹۹   |
| ۱۶۰۰۵۰ | 1999 TW242   | ۴ اکتبر ۱۹۹۹    |
| ۱۶۰۰۵۱ | 1999 TB260   | ۹ اکتبر ۱۹۹۹    |
| ۱۶۰۰۵۲ | 1999 TQ265   | ۳ اکتبر ۱۹۹۹    |
| ۱۶۰۰۵۳ | 1999 TD284   | ۹ اکتبر ۱۹۹۹    |
| ۱۶۰۰۵۴ | 1999 TZ290   | ۱۰ اکتبر ۱۹۹۹   |
| ۱۶۰۰۵۵ | 1999 UQ44    | ۳۰ اکتبر ۱۹۹۹   |
| ۱۶۰۰۵۶ | 1999 UF52    | ۳۱ اکتبر ۱۹۹۹   |
| ۱۶۰۰۵۷ | 1999 UZ60    | ۱۸ اکتبر ۱۹۹۹   |
| ۱۶۰۰۵۸ | 1999 VV36    | ۳ نوامبر ۱۹۹۹   |
| ۱۶۰۰۵۹ | 1999 VV88    | ۴ نوامبر ۱۹۹۹   |
| ۱۶۰۰۶۰ | 1999 VV113   | ۴ نوامبر ۱۹۹۹   |
| ۱۶۰۰۶۱ | 1999 VG127   | ۹ نوامبر ۱۹۹۹   |
| ۱۶۰۰۶۲ | 1999 VQ143   | ۱۱ نوامبر ۱۹۹۹  |
| ۱۶۰۰۶۳ | 1999 VV204   | ۱۰ نوامبر ۱۹۹۹  |
| ۱۶۰۰۶۴ | 1999 XG114   | ۱۱ دسامبر ۱۹۹۹  |
| ۱۶۰۰۶۵ | 1999 XX117   | ۵ دسامبر ۱۹۹۹   |
| ۱۶۰۰۶۶ | 1999 XS236   | ۵ دسامبر ۱۹۹۹   |
| ۱۶۰۰۶۷ | 2000 BU5     | ۲۷ ژانویه ۲۰۰۰  |
| ۱۶۰۰۶۸ | 2000 CS10    | ۲ فوریه ۲۰۰۰    |
| ۱۶۰۰۶۹ | 2000 CO12    | ۲ فوریه ۲۰۰۰    |
| ۱۶۰۰۷۰ | 2000 CU98    | ۸ فوریه ۲۰۰۰    |
| ۱۶۰۰۷۱ | 2000 CD100   | ۱۰ فوریه ۲۰۰۰   |
| ۱۶۰۰۷۲ | 2000 DE8     | ۲۸ فوریه ۲۰۰۰   |
| ۱۶۰۰۷۳ | 2000 DH60    | ۲۹ فوریه ۲۰۰۰   |
| ۱۶۰۰۷۴ | 2000 EV125   | ۱۱ مارس ۲۰۰۰    |
| ۱۶۰۰۷۵ | 2000 FK34    | ۲۹ مارس ۲۰۰۰    |
| ۱۶۰۰۷۶ | 2000 GS8     | ۵ آوریل ۲۰۰۰    |
| ۱۶۰۰۷۷ | 2000 GG27    | ۵ آوریل ۲۰۰۰    |
| ۱۶۰۰۷۸ | 2000 GN154   | ۶ آوریل ۲۰۰۰    |
| ۱۶۰۰۷۹ | 2000 GD175   | ۵ آوریل ۲۰۰۰    |
| ۱۶۰۰۸۰ | 2000 HG21    | ۲۷ آوریل ۲۰۰۰   |
| ۱۶۰۰۸۱ | 2000 JK40    | ۷ مه ۲۰۰۰       |
| ۱۶۰۰۸۲ | 2000 KM58    | ۲۴ مه ۲۰۰۰      |
| ۱۶۰۰۸۳ | 2000 KX67    | ۳۰ مه ۲۰۰۰      |
| ۱۶۰۰۸۴ | 2000 KP74    | ۲۷ مه ۲۰۰۰      |
| ۱۶۰۰۸۵ | 2000 LJ6     | ۵ ژوئن ۲۰۰۰     |
| ۱۶۰۰۸۶ | 2000 LT23    | ۷ ژوئن ۲۰۰۰     |
| ۱۶۰۰۸۷ | 2000 NT26    | ۴ ژوئیه ۲۰۰۰    |
| ۱۶۰۰۸۸ | 2000 NG27    | ۴ ژوئیه ۲۰۰۰    |
| ۱۶۰۰۸۹ | 2000 OP7     | ۳۰ ژوئیه ۲۰۰۰   |
| ۱۶۰۰۹۰ | 2000 ON38    | ۳۰ ژوئیه ۲۰۰۰   |
| ۱۶۰۰۹۱ | 2000 OL67    | ۲۹ ژوئیه ۲۰۰۰   |
| ۱۶۰۰۹۲ | 2000 PL6     | ۵ اوت ۲۰۰۰      |
| ۱۶۰۰۹۳ | 2000 QW44    | ۲۴ اوت ۲۰۰۰     |
| ۱۶۰۰۹۴ | 2000 QR67    | ۲۸ اوت ۲۰۰۰     |
| ۱۶۰۰۹۵ | 2000 QU101   | ۲۸ اوت ۲۰۰۰     |
| ۱۶۰۰۹۶ | 2000 QJ118   | ۲۵ اوت ۲۰۰۰     |
| ۱۶۰۰۹۷ | 2000 QJ165   | ۳۱ اوت ۲۰۰۰     |
| ۱۶۰۰۹۸ | 2000 QX169   | ۳۱ اوت ۲۰۰۰     |
| ۱۶۰۰۹۹ | 2000 QR229   | ۳۱ اوت ۲۰۰۰     |
| ۱۶۰۰۹۹ | 2000 RD      | ۱ سپتامبر ۲۰۰۰  |
| ۱۶۰۱۰۱ | 2000 RM23    | ۱ سپتامبر ۲۰۰۰  |
| ۱۶۰۱۰۲ | 2000 RX73    | ۲ سپتامبر ۲۰۰۰  |
| ۱۶۰۱۰۳ | 2000 RM104   | ۶ سپتامبر ۲۰۰۰  |
| ۱۶۰۱۰۴ | 2000 SG27    | ۲۳ سپتامبر ۲۰۰۰ |
| ۱۶۰۱۰۵ | 2000 SK43    | ۲۶ سپتامبر ۲۰۰۰ |
| ۱۶۰۱۰۶ | 2000 SS62    | ۲۴ سپتامبر ۲۰۰۰ |
| ۱۶۰۱۰۷ | 2000 SD98    | ۲۳ سپتامبر ۲۰۰۰ |
| ۱۶۰۱۰۸ | 2000 SY144   | ۲۴ سپتامبر ۲۰۰۰ |
| ۱۶۰۱۰۹ | 2000 SH148   | ۲۴ سپتامبر ۲۰۰۰ |
| ۱۶۰۱۱۰ | 2000 SW152   | ۲۴ سپتامبر ۲۰۰۰ |
| ۱۶۰۱۱۱ | 2000 SZ160   | ۲۷ سپتامبر ۲۰۰۰ |
| ۱۶۰۱۱۲ | 2000 SP189   | ۲۲ سپتامبر ۲۰۰۰ |
| ۱۶۰۱۱۳ | 2000 SK216   | ۲۶ سپتامبر ۲۰۰۰ |
| ۱۶۰۱۱۴ | 2000 SX216   | ۲۶ سپتامبر ۲۰۰۰ |
| ۱۶۰۱۱۵ | 2000 ST237   | ۲۵ سپتامبر ۲۰۰۰ |
| ۱۶۰۱۱۶ | 2000 SR241   | ۲۴ سپتامبر ۲۰۰۰ |
| ۱۶۰۱۱۷ | 2000 SY253   | ۲۴ سپتامبر ۲۰۰۰ |
| ۱۶۰۱۱۸ | 2000 SU268   | ۲۷ سپتامبر ۲۰۰۰ |
| ۱۶۰۱۱۹ | 2000 TM31    | ۴ اکتبر ۲۰۰۰    |
| ۱۶۰۱۲۰ | 2000 UU7     | ۲۴ اکتبر ۲۰۰۰   |
| ۱۶۰۱۲۱ | 2000 UZ44    | ۲۴ اکتبر ۲۰۰۰   |
| ۱۶۰۱۲۲ | 2000 UT60    | ۲۵ اکتبر ۲۰۰۰   |
| ۱۶۰۱۲۳ | 2000 UQ75    | ۳۱ اکتبر ۲۰۰۰   |
| ۱۶۰۱۲۴ | 2000 UM98    | ۲۵ اکتبر ۲۰۰۰   |
| ۱۶۰۱۲۵ | 2000 VF8     | ۱ نوامبر ۲۰۰۰   |
| ۱۶۰۱۲۶ | 2000 WW94    | ۲۱ نوامبر ۲۰۰۰  |
| ۱۶۰۱۲۷ | 2000 WX96    | ۲۱ نوامبر ۲۰۰۰  |
| ۱۶۰۱۲۸ | 2000 XK19    | ۴ دسامبر ۲۰۰۰   |
| ۱۶۰۱۲۹ | 2000 XP23    | ۴ دسامبر ۲۰۰۰   |
| ۱۶۰۱۳۰ | 2000 XU32    | ۴ دسامبر ۲۰۰۰   |
| ۱۶۰۱۳۱ | 2000 XS45    | ۱۵ دسامبر ۲۰۰۰  |
| ۱۶۰۱۳۲ | 2000 YJ7     | ۲۰ دسامبر ۲۰۰۰  |
| ۱۶۰۱۳۳ | 2000 YZ60    | ۳۰ دسامبر ۲۰۰۰  |
| ۱۶۰۱۳۴ | 2000 YP124   | ۲۹ دسامبر ۲۰۰۰  |
| ۱۶۰۱۳۵ | 2000 YB131   | ۳۰ دسامبر ۲۰۰۰  |
| ۱۶۰۱۳۶ | 2001 BV10    | ۲۰ ژانویه ۲۰۰۱  |
| ۱۶۰۱۳۷ | 2001 BU41    | ۲۰ ژانویه ۲۰۰۱  |
| ۱۶۰۱۳۸ | 2001 CT35    | ۱۳ فوریه ۲۰۰۱   |
| ۱۶۰۱۳۹ | 2001 CK47    | ۱۳ فوریه ۲۰۰۱   |
| ۱۶۰۱۴۰ | 2001 DZ3     | ۱۶ فوریه ۲۰۰۱   |
| ۱۶۰۱۴۱ | 2001 DW8     | ۱۶ فوریه ۲۰۰۱   |
| ۱۶۰۱۴۲ | 2001 DG101   | ۱۶ فوریه ۲۰۰۱   |
| ۱۶۰۱۴۳ | 2001 ED17    | ۱۴ مارس ۲۰۰۱    |
| ۱۶۰۱۴۴ | 2001 FN52    | ۱۸ مارس ۲۰۰۱    |
| ۱۶۰۱۴۵ | 2001 FR88    | ۲۶ مارس ۲۰۰۱    |
| ۱۶۰۱۴۶ | 2001 HU22    | ۲۶ آوریل ۲۰۰۱   |
| ۱۶۰۱۴۷ | 2001 KN76    | ۲۲ مه ۲۰۰۱      |
| ۱۶۰۱۴۸ | 2001 KV76    | ۲۴ مه ۲۰۰۱      |
| ۱۶۰۱۴۹ | 2001 LC10    | ۱۵ ژوئن ۲۰۰۱    |
| ۱۶۰۱۵۰ | 2001 MP30    | ۱۶ ژوئن ۲۰۰۱    |
| ۱۶۰۱۵۱ | 2001 ND2     | ۱۳ ژوئیه ۲۰۰۱   |
| ۱۶۰۱۵۲ | 2001 OS54    | ۲۲ ژوئیه ۲۰۰۱   |
| ۱۶۰۱۵۳ | 2001 OD59    | ۲۱ ژوئیه ۲۰۰۱   |
| ۱۶۰۱۵۴ | 2001 QD103   | ۱۹ اوت ۲۰۰۱     |
| ۱۶۰۱۵۵ | 2001 QP138   | ۲۲ اوت ۲۰۰۱     |
| ۱۶۰۱۵۶ | 2001 QA283   | ۱۸ اوت ۲۰۰۱     |
| ۱۶۰۱۵۷ | 2001 RZ19    | ۷ سپتامبر ۲۰۰۱  |
| ۱۶۰۱۵۸ | 2001 RS121   | ۱۲ سپتامبر ۲۰۰۱ |
| ۱۶۰۱۵۹ | 2001 SU79    | ۲۰ سپتامبر ۲۰۰۱ |
| ۱۶۰۱۶۰ | 2001 SL116   | ۲۱ سپتامبر ۲۰۰۱ |
| ۱۶۰۱۶۱ | 2001 SF283   | ۲۲ سپتامبر ۲۰۰۱ |
| ۱۶۰۱۶۲ | 2001 SX345   | ۲۳ سپتامبر ۲۰۰۱ |
| ۱۶۰۱۶۳ | 2001 TB209   | ۱۲ اکتبر ۲۰۰۱   |
| ۱۶۰۱۶۴ | 2001 TW252   | ۱۴ اکتبر ۲۰۰۱   |
| ۱۶۰۱۶۴ | 2001 UR      | ۱۸ اکتبر ۲۰۰۱   |
| ۱۶۰۱۶۶ | 2001 UH88    | ۲۱ اکتبر ۲۰۰۱   |
| ۱۶۰۱۶۷ | 2001 UH131   | ۲۰ اکتبر ۲۰۰۱   |
| ۱۶۰۱۶۸ | 2001 UF145   | ۲۳ اکتبر ۲۰۰۱   |
| ۱۶۰۱۶۹ | 2001 UJ149   | ۲۳ اکتبر ۲۰۰۱   |
| ۱۶۰۱۷۰ | 2001 VM40    | ۹ نوامبر ۲۰۰۱   |
| ۱۶۰۱۷۱ | 2001 VJ48    | ۹ نوامبر ۲۰۰۱   |
| ۱۶۰۱۷۲ | 2001 VP78    | ۱۵ نوامبر ۲۰۰۱  |
| ۱۶۰۱۷۳ | 2001 VR125   | ۱۲ نوامبر ۲۰۰۱  |
| ۱۶۰۱۷۴ | 2001 WZ7     | ۱۷ نوامبر ۲۰۰۱  |
| ۱۶۰۱۷۵ | 2001 WN28    | ۱۷ نوامبر ۲۰۰۱  |
| ۱۶۰۱۷۶ | 2001 WN29    | ۱۷ نوامبر ۲۰۰۱  |
| ۱۶۰۱۷۷ | 2001 WA58    | ۱۹ نوامبر ۲۰۰۱  |
| ۱۶۰۱۷۸ | 2001 WK61    | ۱۹ نوامبر ۲۰۰۱  |
| ۱۶۰۱۷۹ | 2001 WD75    | ۲۰ نوامبر ۲۰۰۱  |
| ۱۶۰۱۸۰ | 2001 WH77    | ۲۰ نوامبر ۲۰۰۱  |
| ۱۶۰۱۸۱ | 2001 WH88    | ۱۹ نوامبر ۲۰۰۱  |
| ۱۶۰۱۸۲ | 2001 WJ102   | ۱۹ نوامبر ۲۰۰۱  |
| ۱۶۰۱۸۳ | 2001 XA73    | ۱۱ دسامبر ۲۰۰۱  |
| ۱۶۰۱۸۴ | 2001 XM114   | ۱۳ دسامبر ۲۰۰۱  |
| ۱۶۰۱۸۵ | 2001 XF117   | ۱۳ دسامبر ۲۰۰۱  |
| ۱۶۰۱۸۶ | 2001 XB123   | ۱۴ دسامبر ۲۰۰۱  |
| ۱۶۰۱۸۷ | 2001 XU165   | ۱۴ دسامبر ۲۰۰۱  |
| ۱۶۰۱۸۸ | 2001 XA187   | ۱۴ دسامبر ۲۰۰۱  |
| ۱۶۰۱۸۹ | 2001 XS194   | ۱۴ دسامبر ۲۰۰۱  |
| ۱۶۰۱۹۰ | 2001 XA204   | ۱۱ دسامبر ۲۰۰۱  |
| ۱۶۰۱۹۱ | 2001 XK212   | ۱۱ دسامبر ۲۰۰۱  |
| ۱۶۰۱۹۲ | 2001 YU11    | ۱۸ دسامبر ۲۰۰۱  |
| ۱۶۰۱۹۳ | 2001 YH48    | ۱۸ دسامبر ۲۰۰۱  |
| ۱۶۰۱۹۴ | 2001 YK67    | ۱۸ دسامبر ۲۰۰۱  |
| ۱۶۰۱۹۵ | 2001 YF73    | ۱۸ دسامبر ۲۰۰۱  |
| ۱۶۰۱۹۶ | 2001 YT84    | ۱۸ دسامبر ۲۰۰۱  |
| ۱۶۰۱۹۷ | 2001 YP139   | ۲۴ دسامبر ۲۰۰۱  |
| ۱۶۰۱۹۸ | 2001 YH151   | ۱۹ دسامبر ۲۰۰۱  |
| ۱۶۰۱۹۹ | 2002 AJ45    | ۹ ژانویه ۲۰۰۲   |
| ۱۶۰۲۰۰ | 2002 AT111   | ۹ ژانویه ۲۰۰۲   |
| ۱۶۰۲۰۱ | 2002 AP151   | ۱۴ ژانویه ۲۰۰۲  |
| ۱۶۰۲۰۲ | 2002 BG20    | ۲۲ ژانویه ۲۰۰۲  |
| ۱۶۰۲۰۳ | 2002 BH31    | ۲۱ ژانویه ۲۰۰۲  |
| ۱۶۰۲۰۴ | 2002 CT30    | ۶ فوریه ۲۰۰۲    |
| ۱۶۰۲۰۵ | 2002 CF35    | ۶ فوریه ۲۰۰۲    |
| ۱۶۰۲۰۶ | 2002 CZ35    | ۷ فوریه ۲۰۰۲    |
| ۱۶۰۲۰۷ | 2002 CE39    | ۱۰ فوریه ۲۰۰۲   |
| ۱۶۰۲۰۸ | 2002 CY77    | ۷ فوریه ۲۰۰۲    |
| ۱۶۰۲۰۹ | 2002 CA96    | ۷ فوریه ۲۰۰۲    |
| ۱۶۰۲۱۰ | 2002 CP110   | ۷ فوریه ۲۰۰۲    |
| ۱۶۰۲۱۱ | 2002 CQ196   | ۱۰ فوریه ۲۰۰۲   |
| ۱۶۰۲۱۲ | 2002 CM198   | ۱۰ فوریه ۲۰۰۲   |
| ۱۶۰۲۱۳ | 2002 CS252   | ۴ فوریه ۲۰۰۲    |
| ۱۶۰۲۱۴ | 2002 CD257   | ۵ فوریه ۲۰۰۲    |
| ۱۶۰۲۱۵ | 2002 CB274   | ۸ فوریه ۲۰۰۲    |
| ۱۶۰۲۱۶ | 2002 ES28    | ۹ مارس ۲۰۰۲     |
| ۱۶۰۲۱۷ | 2002 EZ39    | ۹ مارس ۲۰۰۲     |
| ۱۶۰۲۱۸ | 2002 EQ61    | ۱۳ مارس ۲۰۰۲    |
| ۱۶۰۲۱۹ | 2002 EM112   | ۱۰ مارس ۲۰۰۲    |
| ۱۶۰۲۲۰ | 2002 FP20    | ۱۸ مارس ۲۰۰۲    |
| ۱۶۰۲۲۱ | 2002 FL32    | ۲۰ مارس ۲۰۰۲    |
| ۱۶۰۲۲۲ | 2002 GF24    | ۱۵ آوریل ۲۰۰۲   |
| ۱۶۰۲۲۳ | 2002 GK46    | ۲ آوریل ۲۰۰۲    |
| ۱۶۰۲۲۴ | 2002 GT59    | ۸ آوریل ۲۰۰۲    |
| ۱۶۰۲۲۵ | 2002 GC60    | ۸ آوریل ۲۰۰۲    |
| ۱۶۰۲۲۶ | 2002 GZ93    | ۹ آوریل ۲۰۰۲    |
| ۱۶۰۲۲۷ | 2002 GK107   | ۱۱ آوریل ۲۰۰۲   |
| ۱۶۰۲۲۸ | 2002 GQ112   | ۱۰ آوریل ۲۰۰۲   |
| ۱۶۰۲۲۹ | 2002 GN144   | ۱۱ آوریل ۲۰۰۲   |
| ۱۶۰۲۳۰ | 2002 GY181   | ۸ آوریل ۲۰۰۲    |
| ۱۶۰۲۳۰ | 2002 HA      | ۱۶ آوریل ۲۰۰۲   |
| ۱۶۰۲۳۲ | 2002 HP7     | ۱۹ آوریل ۲۰۰۲   |
| ۱۶۰۲۳۳ | 2002 JQ14    | ۸ مه ۲۰۰۲       |
| ۱۶۰۲۳۴ | 2002 JM23    | ۸ مه ۲۰۰۲       |
| ۱۶۰۲۳۵ | 2002 JP37    | ۸ مه ۲۰۰۲       |
| ۱۶۰۲۳۶ | 2002 JH56    | ۹ مه ۲۰۰۲       |
| ۱۶۰۲۳۷ | 2002 JX100   | ۱۴ مه ۲۰۰۲      |
| ۱۶۰۲۳۸ | 2002 JG111   | ۱۱ مه ۲۰۰۲      |
| ۱۶۰۲۳۹ | 2002 JR118   | ۵ مه ۲۰۰۲       |
| ۱۶۰۲۴۰ | 2002 JO119   | ۵ مه ۲۰۰۲       |
| ۱۶۰۲۴۱ | 2002 JO145   | ۱۴ مه ۲۰۰۲      |
| ۱۶۰۲۴۲ | 2002 MX1     | ۱۶ ژوئن ۲۰۰۲    |
| ۱۶۰۲۴۳ | 2002 NM32    | ۱۳ ژوئیه ۲۰۰۲   |
| ۱۶۰۲۴۴ | 2002 NN35    | ۹ ژوئیه ۲۰۰۲    |
| ۱۶۰۲۴۵ | 2002 NZ56    | ۱۴ ژوئیه ۲۰۰۲   |
| ۱۶۰۲۴۶ | 2002 OV2     | ۱۷ ژوئیه ۲۰۰۲   |
| ۱۶۰۲۴۷ | 2002 OF3     | ۱۷ ژوئیه ۲۰۰۲   |
| ۱۶۰۲۴۸ | 2002 ON7     | ۲۰ ژوئیه ۲۰۰۲   |
| ۱۶۰۲۴۹ | 2002 PH23    | ۶ اوت ۲۰۰۲      |
| ۱۶۰۲۵۰ | 2002 PZ32    | ۶ اوت ۲۰۰۲      |
| ۱۶۰۲۵۱ | 2002 PF41    | ۴ اوت ۲۰۰۲      |
| ۱۶۰۲۵۲ | 2002 PW41    | ۵ اوت ۲۰۰۲      |
| ۱۶۰۲۵۳ | 2002 PH49    | ۱۰ اوت ۲۰۰۲     |
| ۱۶۰۲۵۴ | 2002 PF69    | ۱۱ اوت ۲۰۰۲     |
| ۱۶۰۲۵۵ | 2002 PJ131   | ۱۴ اوت ۲۰۰۲     |
| ۱۶۰۲۵۶ | 2002 PD149   | ۱۰ اوت ۲۰۰۲     |
| ۱۶۰۲۵۷ | 2002 QW24    | ۲۸ اوت ۲۰۰۲     |
| ۱۶۰۲۵۸ | 2002 QB25    | ۲۸ اوت ۲۰۰۲     |
| ۱۶۰۲۵۹ | Mareike      | ۲۹ اوت ۲۰۰۲     |
| ۱۶۰۲۶۰ | 2002 QZ104   | ۲۶ اوت ۲۰۰۲     |
| ۱۶۰۲۶۱ | 2002 RZ5     | ۱ سپتامبر ۲۰۰۲  |
| ۱۶۰۲۶۲ | 2002 RO8     | ۳ سپتامبر ۲۰۰۲  |
| ۱۶۰۲۶۳ | 2002 RE13    | ۴ سپتامبر ۲۰۰۲  |
| ۱۶۰۲۶۴ | 2002 RF64    | ۵ سپتامبر ۲۰۰۲  |
| ۱۶۰۲۶۵ | 2002 RH75    | ۵ سپتامبر ۲۰۰۲  |
| ۱۶۰۲۶۶ | 2002 SO15    | ۲۷ سپتامبر ۲۰۰۲ |
| ۱۶۰۲۶۷ | 2002 SY18    | ۲۷ سپتامبر ۲۰۰۲ |
| ۱۶۰۲۶۸ | 2002 SP20    | ۲۶ سپتامبر ۲۰۰۲ |
| ۱۶۰۲۶۹ | 2002 SW51    | ۱۷ سپتامبر ۲۰۰۲ |
| ۱۶۰۲۷۰ | 2002 TU59    | ۴ اکتبر ۲۰۰۲    |
| ۱۶۰۲۷۱ | 2002 TN60    | ۵ اکتبر ۲۰۰۲    |
| ۱۶۰۲۷۲ | 2002 TW64    | ۴ اکتبر ۲۰۰۲    |
| ۱۶۰۲۷۳ | 2002 TS110   | ۲ اکتبر ۲۰۰۲    |
| ۱۶۰۲۷۴ | 2002 TX118   | ۳ اکتبر ۲۰۰۲    |
| ۱۶۰۲۷۵ | 2002 TH130   | ۴ اکتبر ۲۰۰۲    |
| ۱۶۰۲۷۶ | 2002 TH216   | ۶ اکتبر ۲۰۰۲    |
| ۱۶۰۲۷۷ | 2002 TX222   | ۷ اکتبر ۲۰۰۲    |
| ۱۶۰۲۷۸ | 2002 TQ236   | ۶ اکتبر ۲۰۰۲    |
| ۱۶۰۲۷۹ | 2002 TJ376   | ۶ اکتبر ۲۰۰۲    |
| ۱۶۰۲۸۰ | 2002 UF5     | ۲۸ اکتبر ۲۰۰۲   |
| ۱۶۰۲۸۰ | 2002 WO      | ۲۱ نوامبر ۲۰۰۲  |
| ۱۶۰۲۸۲ | 2002 YL10    | ۳۱ دسامبر ۲۰۰۲  |
| ۱۶۰۲۸۳ | 2003 AH38    | ۷ ژانویه ۲۰۰۳   |
| ۱۶۰۲۸۴ | 2003 AX67    | ۸ ژانویه ۲۰۰۳   |
| ۱۶۰۲۸۵ | 2003 AC83    | ۱۲ ژانویه ۲۰۰۳  |
| ۱۶۰۲۸۶ | 2003 BC40    | ۲۷ ژانویه ۲۰۰۳  |
| ۱۶۰۲۸۷ | 2003 BO58    | ۲۷ ژانویه ۲۰۰۳  |
| ۱۶۰۲۸۸ | 2003 BD65    | ۳۰ ژانویه ۲۰۰۳  |
| ۱۶۰۲۸۹ | 2003 BM66    | ۳۰ ژانویه ۲۰۰۳  |
| ۱۶۰۲۹۰ | 2003 BV82    | ۳۱ ژانویه ۲۰۰۳  |
| ۱۶۰۲۹۱ | 2003 CP6     | ۱ فوریه ۲۰۰۳    |
| ۱۶۰۲۹۲ | 2003 DM6     | ۲۰ فوریه ۲۰۰۳   |
| ۱۶۰۲۹۳ | 2003 DK24    | ۲۱ فوریه ۲۰۰۳   |
| ۱۶۰۲۹۴ | 2003 EB33    | ۷ مارس ۲۰۰۳     |
| ۱۶۰۲۹۵ | 2003 EY49    | ۱۰ مارس ۲۰۰۳    |
| ۱۶۰۲۹۶ | 2003 FE12    | ۲۴ مارس ۲۰۰۳    |
| ۱۶۰۲۹۷ | 2003 FV22    | ۲۲ مارس ۲۰۰۳    |
| ۱۶۰۲۹۸ | 2003 FD72    | ۲۶ مارس ۲۰۰۳    |
| ۱۶۰۲۹۹ | 2003 FN90    | ۲۹ مارس ۲۰۰۳    |
| ۱۶۰۳۰۰ | 2003 FR91    | ۲۹ مارس ۲۰۰۳    |
| ۱۶۰۳۰۱ | 2003 FQ100   | ۳۱ مارس ۲۰۰۳    |
| ۱۶۰۳۰۲ | 2003 FZ101   | ۳۱ مارس ۲۰۰۳    |
| ۱۶۰۳۰۳ | 2003 FE111   | ۳۱ مارس ۲۰۰۳    |
| ۱۶۰۳۰۴ | 2003 GW1     | ۲ آوریل ۲۰۰۳    |
| ۱۶۰۳۰۵ | 2003 GK2     | ۱ آوریل ۲۰۰۳    |
| ۱۶۰۳۰۶ | 2003 GE5     | ۱ آوریل ۲۰۰۳    |
| ۱۶۰۳۰۷ | 2003 GA6     | ۱ آوریل ۲۰۰۳    |
| ۱۶۰۳۰۸ | 2003 GX12    | ۱ آوریل ۲۰۰۳    |
| ۱۶۰۳۰۹ | 2003 GT16    | ۴ آوریل ۲۰۰۳    |
| ۱۶۰۳۱۰ | 2003 GA32    | ۸ آوریل ۲۰۰۳    |
| ۱۶۰۳۱۱ | 2003 GA37    | ۶ آوریل ۲۰۰۳    |
| ۱۶۰۳۱۲ | 2003 GT39    | ۸ آوریل ۲۰۰۳    |
| ۱۶۰۳۱۳ | 2003 HX28    | ۲۸ آوریل ۲۰۰۳   |
| ۱۶۰۳۱۴ | 2003 HZ42    | ۲۸ آوریل ۲۰۰۳   |
| ۱۶۰۳۱۵ | 2003 HO49    | ۳۰ آوریل ۲۰۰۳   |
| ۱۶۰۳۱۶ | 2003 HD51    | ۲۸ آوریل ۲۰۰۳   |
| ۱۶۰۳۱۷ | 2003 JE5     | ۱ مه ۲۰۰۳       |
| ۱۶۰۳۱۸ | 2003 JR8     | ۲ مه ۲۰۰۳       |
| ۱۶۰۳۱۹ | 2003 JQ10    | ۲ مه ۲۰۰۳       |
| ۱۶۰۳۲۰ | 2003 KF12    | ۲۷ مه ۲۰۰۳      |
| ۱۶۰۳۲۱ | 2003 KP13    | ۲۶ مه ۲۰۰۳      |
| ۱۶۰۳۲۲ | 2003 LA4     | ۵ ژوئن ۲۰۰۳     |
| ۱۶۰۳۲۳ | 2003 MZ8     | ۲۸ ژوئن ۲۰۰۳    |
| ۱۶۰۳۲۴ | 2003 ME10    | ۲۹ ژوئن ۲۰۰۳    |
| ۱۶۰۳۲۵ | 2003 NV1     | ۲ ژوئیه ۲۰۰۳    |
| ۱۶۰۳۲۶ | 2003 NF7     | ۷ ژوئیه ۲۰۰۳    |
| ۱۶۰۳۲۷ | 2003 NJ10    | ۳ ژوئیه ۲۰۰۳    |
| ۱۶۰۳۲۸ | 2003 OG4     | ۲۱ ژوئیه ۲۰۰۳   |
| ۱۶۰۳۲۹ | 2003 OC31    | ۳۰ ژوئیه ۲۰۰۳   |
| ۱۶۰۳۳۰ | 2003 QN42    | ۲۲ اوت ۲۰۰۳     |
| ۱۶۰۳۳۱ | 2003 QS57    | ۲۳ اوت ۲۰۰۳     |
| ۱۶۰۳۳۲ | 2003 QU60    | ۲۳ اوت ۲۰۰۳     |
| ۱۶۰۳۳۳ | 2003 QC79    | ۲۴ اوت ۲۰۰۳     |
| ۱۶۰۳۳۴ | 2003 QH109   | ۳۱ اوت ۲۰۰۳     |
| ۱۶۰۳۳۵ | 2003 RK3     | ۱ سپتامبر ۲۰۰۳  |
| ۱۶۰۳۳۶ | 2003 RW4     | ۳ سپتامبر ۲۰۰۳  |
| ۱۶۰۳۳۷ | 2003 RF18    | ۱۵ سپتامبر ۲۰۰۳ |
| ۱۶۰۳۳۸ | 2003 SR52    | ۱۹ سپتامبر ۲۰۰۳ |
| ۱۶۰۳۳۹ | 2003 SY66    | ۱۹ سپتامبر ۲۰۰۳ |
| ۱۶۰۳۴۰ | 2003 SB100   | ۲۰ سپتامبر ۲۰۰۳ |
| ۱۶۰۳۴۱ | 2003 ST103   | ۲۰ سپتامبر ۲۰۰۳ |
| ۱۶۰۳۴۲ | 2003 SW103   | ۲۰ سپتامبر ۲۰۰۳ |
| ۱۶۰۳۴۳ | 2003 SP139   | ۱۸ سپتامبر ۲۰۰۳ |
| ۱۶۰۳۴۴ | 2003 SG145   | ۲۰ سپتامبر ۲۰۰۳ |
| ۱۶۰۳۴۵ | 2003 SJ175   | ۱۸ سپتامبر ۲۰۰۳ |
| ۱۶۰۳۴۶ | 2003 SB296   | ۲۹ سپتامبر ۲۰۰۳ |
| ۱۶۰۳۴۷ | 2003 TL16    | ۱۵ اکتبر ۲۰۰۳   |
| ۱۶۰۳۴۸ | 2003 TY20    | ۱۵ اکتبر ۲۰۰۳   |
| ۱۶۰۳۴۹ | 2003 UA28    | ۲۲ اکتبر ۲۰۰۳   |
| ۱۶۰۳۵۰ | 2003 UY49    | ۱۶ اکتبر ۲۰۰۳   |
| ۱۶۰۳۵۱ | 2003 UZ85    | ۱۸ اکتبر ۲۰۰۳   |
| ۱۶۰۳۵۲ | 2003 UJ138   | ۲۱ اکتبر ۲۰۰۳   |
| ۱۶۰۳۵۳ | 2003 UV162   | ۲۱ اکتبر ۲۰۰۳   |
| ۱۶۰۳۵۴ | 2003 UO198   | ۲۱ اکتبر ۲۰۰۳   |
| ۱۶۰۳۵۵ | 2003 UT226   | ۲۲ اکتبر ۲۰۰۳   |
| ۱۶۰۳۵۶ | 2003 UU278   | ۲۵ اکتبر ۲۰۰۳   |
| ۱۶۰۳۵۷ | 2003 WF117   | ۲۰ نوامبر ۲۰۰۳  |
| ۱۶۰۳۵۸ | 2003 WE159   | ۲۹ نوامبر ۲۰۰۳  |
| ۱۶۰۳۵۹ | 2003 XV6     | ۳ دسامبر ۲۰۰۳   |
| ۱۶۰۳۶۰ | 2003 XU12    | ۱۴ دسامبر ۲۰۰۳  |
| ۱۶۰۳۶۱ | 2003 YD66    | ۲۰ دسامبر ۲۰۰۳  |
| ۱۶۰۳۶۲ | 2003 YP90    | ۲۰ دسامبر ۲۰۰۳  |
| ۱۶۰۳۶۳ | 2003 YP107   | ۱۷ دسامبر ۲۰۰۳  |
| ۱۶۰۳۶۴ | 2004 BW115   | ۲۶ ژانویه ۲۰۰۴  |
| ۱۶۰۳۶۵ | 2004 DC66    | ۲۳ فوریه ۲۰۰۴   |
| ۱۶۰۳۶۶ | 2004 ER16    | ۱۲ مارس ۲۰۰۴    |
| ۱۶۰۳۶۷ | 2004 EN37    | ۱۴ مارس ۲۰۰۴    |
| ۱۶۰۳۶۸ | 2004 EY42    | ۱۵ مارس ۲۰۰۴    |
| ۱۶۰۳۶۹ | 2004 FW34    | ۱۶ مارس ۲۰۰۴    |
| ۱۶۰۳۷۰ | 2004 FK36    | ۱۶ مارس ۲۰۰۴    |
| ۱۶۰۳۷۱ | 2004 FG47    | ۱۸ مارس ۲۰۰۴    |
| ۱۶۰۳۷۲ | 2004 FC51    | ۱۸ مارس ۲۰۰۴    |
| ۱۶۰۳۷۳ | 2004 FU63    | ۱۹ مارس ۲۰۰۴    |
| ۱۶۰۳۷۴ | 2004 GR22    | ۱۲ آوریل ۲۰۰۴   |
| ۱۶۰۳۷۵ | 2004 HG6     | ۱۷ آوریل ۲۰۰۴   |
| ۱۶۰۳۷۶ | 2004 HS27    | ۲۰ آوریل ۲۰۰۴   |
| ۱۶۰۳۷۷ | 2004 HY27    | ۲۰ آوریل ۲۰۰۴   |
| ۱۶۰۳۷۸ | 2004 HN30    | ۲۱ آوریل ۲۰۰۴   |
| ۱۶۰۳۷۹ | 2004 HX59    | ۲۳ آوریل ۲۰۰۴   |
| ۱۶۰۳۸۰ | 2004 HB67    | ۲۱ آوریل ۲۰۰۴   |
| ۱۶۰۳۸۱ | 2004 JV6     | ۱۱ مه ۲۰۰۴      |
| ۱۶۰۳۸۲ | 2004 JX16    | ۱۲ مه ۲۰۰۴      |
| ۱۶۰۳۸۳ | 2004 JL19    | ۱۳ مه ۲۰۰۴      |
| ۱۶۰۳۸۴ | 2004 JA30    | ۱۵ مه ۲۰۰۴      |
| ۱۶۰۳۸۵ | 2004 JJ35    | ۱۵ مه ۲۰۰۴      |
| ۱۶۰۳۸۶ | 2004 JX37    | ۱۴ مه ۲۰۰۴      |
| ۱۶۰۳۸۷ | 2004 JS44    | ۱۵ مه ۲۰۰۴      |
| ۱۶۰۳۸۸ | 2004 LC7     | ۱۱ ژوئن ۲۰۰۴    |
| ۱۶۰۳۸۹ | 2004 LO23    | ۱۵ ژوئن ۲۰۰۴    |
| ۱۶۰۳۹۰ | 2004 NQ8     | ۱۴ ژوئیه ۲۰۰۴   |
| ۱۶۰۳۹۱ | 2004 NJ20    | ۱۴ ژوئیه ۲۰۰۴   |
| ۱۶۰۳۹۲ | 2004 OJ7     | ۱۶ ژوئیه ۲۰۰۴   |
| ۱۶۰۳۹۳ | 2004 PZ6     | ۶ اوت ۲۰۰۴      |
| ۱۶۰۳۹۴ | 2004 PB23    | ۸ اوت ۲۰۰۴      |
| ۱۶۰۳۹۵ | 2004 PF74    | ۸ اوت ۲۰۰۴      |
| ۱۶۰۳۹۶ | 2004 PY84    | ۱۰ اوت ۲۰۰۴     |
| ۱۶۰۳۹۷ | 2004 PJ85    | ۱۰ اوت ۲۰۰۴     |
| ۱۶۰۳۹۸ | 2004 PT103   | ۱۲ اوت ۲۰۰۴     |
| ۱۶۰۳۹۹ | 2004 PA105   | ۱۲ اوت ۲۰۰۴     |
| ۱۶۰۴۰۰ | 2004 RO5     | ۴ سپتامبر ۲۰۰۴  |
| ۱۶۰۴۰۱ | 2004 RC120   | ۷ سپتامبر ۲۰۰۴  |
| ۱۶۰۴۰۲ | 2004 RU192   | ۱۰ سپتامبر ۲۰۰۴ |
| ۱۶۰۴۰۳ | 2004 RE194   | ۱۰ سپتامبر ۲۰۰۴ |
| ۱۶۰۴۰۴ | 2004 RC196   | ۱۰ سپتامبر ۲۰۰۴ |
| ۱۶۰۴۰۵ | 2004 RO201   | ۱۰ سپتامبر ۲۰۰۴ |
| ۱۶۰۴۰۶ | 2004 TR10    | ۷ اکتبر ۲۰۰۴    |
| ۱۶۰۴۰۷ | 2004 TP115   | ۴ اکتبر ۲۰۰۴    |
| ۱۶۰۴۰۸ | 2004 VD7     | ۳ نوامبر ۲۰۰۴   |
| ۱۶۰۴۰۹ | 2004 VJ7     | ۳ نوامبر ۲۰۰۴   |
| ۱۶۰۴۱۰ | 2004 VW15    | ۲ نوامبر ۲۰۰۴   |
| ۱۶۰۴۱۱ | 2004 VC63    | ۷ نوامبر ۲۰۰۴   |
| ۱۶۰۴۱۲ | 2004 XO8     | ۲ دسامبر ۲۰۰۴   |
| ۱۶۰۴۱۳ | 2004 XF25    | ۹ دسامبر ۲۰۰۴   |
| ۱۶۰۴۱۴ | 2004 XW32    | ۱۰ دسامبر ۲۰۰۴  |
| ۱۶۰۴۱۵ | 2004 XA78    | ۱۰ دسامبر ۲۰۰۴  |
| ۱۶۰۴۱۶ | 2004 YP2     | ۱۶ دسامبر ۲۰۰۴  |
| ۱۶۰۴۱۷ | 2004 YL22    | ۱۸ دسامبر ۲۰۰۴  |
| ۱۶۰۴۱۸ | 2005 AR8     | ۶ ژانویه ۲۰۰۵   |
| ۱۶۰۴۱۹ | 2005 AA55    | ۱۵ ژانویه ۲۰۰۵  |
| ۱۶۰۴۲۰ | 2005 AZ65    | ۱۳ ژانویه ۲۰۰۵  |
| ۱۶۰۴۲۱ | 2005 BG13    | ۱۷ ژانویه ۲۰۰۵  |
| ۱۶۰۴۲۲ | 2005 CD22    | ۳ فوریه ۲۰۰۵    |
| ۱۶۰۴۲۳ | 2005 EU10    | ۲ مارس ۲۰۰۵     |
| ۱۶۰۴۲۴ | 2005 EM243   | ۱۱ مارس ۲۰۰۵    |
| ۱۶۰۴۲۴ | 2005 JF      | ۲ مه ۲۰۰۵       |
| ۱۶۰۴۲۶ | 2005 QL114   | ۲۷ اوت ۲۰۰۵     |
| ۱۶۰۴۲۷ | 2005 RL43    | ۳ سپتامبر ۲۰۰۵  |
| ۱۶۰۴۲۸ | 2005 SV12    | ۲۴ سپتامبر ۲۰۰۵ |
| ۱۶۰۴۲۹ | 2005 SZ26    | ۲۳ سپتامبر ۲۰۰۵ |
| ۱۶۰۴۳۰ | 2005 SQ30    | ۲۳ سپتامبر ۲۰۰۵ |
| ۱۶۰۴۳۱ | 2005 ST33    | ۲۳ سپتامبر ۲۰۰۵ |
| ۱۶۰۴۳۲ | 2005 SF74    | ۲۴ سپتامبر ۲۰۰۵ |
| ۱۶۰۴۳۳ | 2005 SJ75    | ۲۴ سپتامبر ۲۰۰۵ |
| ۱۶۰۴۳۴ | 2005 SM75    | ۲۴ سپتامبر ۲۰۰۵ |
| ۱۶۰۴۳۵ | 2005 SA78    | ۲۴ سپتامبر ۲۰۰۵ |
| ۱۶۰۴۳۶ | 2005 SX128   | ۲۹ سپتامبر ۲۰۰۵ |
| ۱۶۰۴۳۷ | 2005 SS139   | ۲۵ سپتامبر ۲۰۰۵ |
| ۱۶۰۴۳۸ | 2005 SP140   | ۲۵ سپتامبر ۲۰۰۵ |
| ۱۶۰۴۳۹ | 2005 SS204   | ۳۰ سپتامبر ۲۰۰۵ |
| ۱۶۰۴۴۰ | 2005 SJ239   | ۳۰ سپتامبر ۲۰۰۵ |
| ۱۶۰۴۴۱ | 2005 SW252   | ۲۴ سپتامبر ۲۰۰۵ |
| ۱۶۰۴۴۲ | 2005 SE253   | ۲۴ سپتامبر ۲۰۰۵ |
| ۱۶۰۴۴۳ | 2005 TP36    | ۱ اکتبر ۲۰۰۵    |
| ۱۶۰۴۴۴ | 2005 TP54    | ۱ اکتبر ۲۰۰۵    |
| ۱۶۰۴۴۵ | 2005 TU78    | ۷ اکتبر ۲۰۰۵    |
| ۱۶۰۴۴۶ | 2005 UG227   | ۲۵ اکتبر ۲۰۰۵   |
| ۱۶۰۴۴۷ | 2005 UQ245   | ۲۶ اکتبر ۲۰۰۵   |
| ۱۶۰۴۴۸ | 2005 UK433   | ۲۸ اکتبر ۲۰۰۵   |
| ۱۶۰۴۴۹ | 2005 US433   | ۲۸ اکتبر ۲۰۰۵   |
| ۱۶۰۴۵۰ | 2005 UX475   | ۲۲ اکتبر ۲۰۰۵   |
| ۱۶۰۴۵۱ | 2005 UO496   | ۲۶ اکتبر ۲۰۰۵   |
| ۱۶۰۴۵۲ | 2005 UK498   | ۲۷ اکتبر ۲۰۰۵   |
| ۱۶۰۴۵۳ | 2005 VK118   | ۱۲ نوامبر ۲۰۰۵  |
| ۱۶۰۴۵۴ | 2005 WU27    | ۲۱ نوامبر ۲۰۰۵  |
| ۱۶۰۴۵۵ | 2005 WX81    | ۲۸ نوامبر ۲۰۰۵  |
| ۱۶۰۴۵۶ | 2005 WH117   | ۲۸ نوامبر ۲۰۰۵  |
| ۱۶۰۴۵۷ | 2005 YW168   | ۲۹ دسامبر ۲۰۰۵  |
| ۱۶۰۴۵۸ | 2005 YT174   | ۲۹ دسامبر ۲۰۰۵  |
| ۱۶۰۴۵۹ | 2005 YL188   | ۲۸ دسامبر ۲۰۰۵  |
| ۱۶۰۴۶۰ | 2006 BH22    | ۲۲ ژانویه ۲۰۰۶  |
| ۱۶۰۴۶۱ | 2006 BG38    | ۲۳ ژانویه ۲۰۰۶  |
| ۱۶۰۴۶۲ | 2006 BR73    | ۲۳ ژانویه ۲۰۰۶  |
| ۱۶۰۴۶۳ | 2006 BJ118   | ۲۶ ژانویه ۲۰۰۶  |
| ۱۶۰۴۶۴ | 2006 BQ145   | ۲۳ ژانویه ۲۰۰۶  |
| ۱۶۰۴۶۵ | 2006 BL226   | ۳۰ ژانویه ۲۰۰۶  |
| ۱۶۰۴۶۶ | 2006 CL47    | ۳ فوریه ۲۰۰۶    |
| ۱۶۰۴۶۷ | 2006 DC63    | ۲۲ فوریه ۲۰۰۶   |
| ۱۶۰۴۶۸ | 2006 DZ67    | ۲۴ فوریه ۲۰۰۶   |
| ۱۶۰۴۶۹ | 2006 DK114   | ۲۷ فوریه ۲۰۰۶   |
| ۱۶۰۴۷۰ | 2006 FG20    | ۲۳ مارس ۲۰۰۶    |
| ۱۶۰۴۷۱ | 2006 FB49    | ۲۵ مارس ۲۰۰۶    |
| ۱۶۰۴۷۲ | 2006 HM35    | ۱۹ آوریل ۲۰۰۶   |
| ۱۶۰۴۷۳ | 2006 HO83    | ۲۶ آوریل ۲۰۰۶   |
| ۱۶۰۴۷۴ | 2006 JM31    | ۳ مه ۲۰۰۶       |
| ۱۶۰۴۷۵ | 2006 KR12    | ۲۰ مه ۲۰۰۶      |
| ۱۶۰۴۷۶ | 2006 SO124   | ۱۹ سپتامبر ۲۰۰۶ |
| ۱۶۰۴۷۷ | 2006 VF148   | ۱۵ نوامبر ۲۰۰۶  |
| ۱۶۰۴۷۸ | 2006 WO82    | ۱۸ نوامبر ۲۰۰۶  |
| ۱۶۰۴۷۹ | 2006 WJ168   | ۲۳ نوامبر ۲۰۰۶  |
| ۱۶۰۴۸۰ | 2006 XE26    | ۱۲ دسامبر ۲۰۰۶  |
| ۱۶۰۴۸۱ | 2006 XH32    | ۹ دسامبر ۲۰۰۶   |
| ۱۶۰۴۸۲ | 2007 AM5     | ۸ ژانویه ۲۰۰۷   |
| ۱۶۰۴۸۳ | 2007 AS14    | ۱۰ ژانویه ۲۰۰۷  |
| ۱۶۰۴۸۴ | 2007 AF27    | ۱۰ ژانویه ۲۰۰۷  |
| ۱۶۰۴۸۵ | 2007 BL2     | ۱۶ ژانویه ۲۰۰۷  |
| ۱۶۰۴۸۶ | 2007 BU18    | ۱۷ ژانویه ۲۰۰۷  |
| ۱۶۰۴۸۷ | 2007 BL20    | ۲۳ ژانویه ۲۰۰۷  |
| ۱۶۰۴۸۸ | 2007 BD33    | ۲۴ ژانویه ۲۰۰۷  |
| ۱۶۰۴۸۹ | 2007 BV44    | ۲۵ ژانویه ۲۰۰۷  |
| ۱۶۰۴۹۰ | 2007 BB45    | ۲۵ ژانویه ۲۰۰۷  |
| ۱۶۰۴۹۱ | 2007 CC11    | ۶ فوریه ۲۰۰۷    |
| ۱۶۰۴۹۲ | 2007 CU11    | ۶ فوریه ۲۰۰۷    |
| ۱۶۰۴۹۳ | Nantou       | ۶ فوریه ۲۰۰۷    |
| ۱۶۰۴۹۴ | 2007 CG20    | ۶ فوریه ۲۰۰۷    |
| ۱۶۰۴۹۵ | 2007 CG24    | ۸ فوریه ۲۰۰۷    |
| ۱۶۰۴۹۶ | 2007 CE55    | ۱۰ فوریه ۲۰۰۷   |
| ۱۶۰۴۹۷ | 2007 CH56    | ۱۵ فوریه ۲۰۰۷   |
| ۱۶۰۴۹۸ | 2007 CO56    | ۱۵ فوریه ۲۰۰۷   |
| ۱۶۰۴۹۹ | 2007 DZ6     | ۱۶ فوریه ۲۰۰۷   |
| ۱۶۰۵۰۰ | 2007 DC32    | ۱۷ فوریه ۲۰۰۷   |
| ۱۶۰۵۰۱ | 2007 EC166   | ۱۰ مارس ۲۰۰۷    |
| ۱۶۰۵۰۲ | 2007 FY27    | ۲۰ مارس ۲۰۰۷    |
| ۱۶۰۵۰۳ | 2007 HX17    | ۱۶ آوریل ۲۰۰۷   |
| ۱۶۰۵۰۴ | 2007 HX37    | ۲۰ آوریل ۲۰۰۷   |
| ۱۶۰۵۰۵ | 2007 JN16    | ۱۱ مه ۲۰۰۷      |
| ۱۶۰۵۰۶ | 2007 JP22    | ۱۱ مه ۲۰۰۷      |
| ۱۶۰۵۰۷ | 3204 T-3     | ۱۶ اکتبر ۱۹۷۷   |
| ۱۶۰۵۰۸ | 4319 T-3     | ۱۶ اکتبر ۱۹۷۷   |
| ۱۶۰۵۰۹ | 1990 EG5     | ۴ مارس ۱۹۹۰     |
| ۱۶۰۵۱۰ | 1990 RG1     | ۱۴ سپتامبر ۱۹۹۰ |
| ۱۶۰۵۱۱ | 1990 SD11    | ۱۶ سپتامبر ۱۹۹۰ |
| ۱۶۰۵۱۲ | Franck-Hertz | ۱۱ اکتبر ۱۹۹۰   |
| ۱۶۰۵۱۳ | 1990 TD13    | ۱۲ اکتبر ۱۹۹۰   |
| ۱۶۰۵۱۴ | 1991 PQ9     | ۷ اوت ۱۹۹۱      |
| ۱۶۰۵۱۵ | 1993 RP13    | ۱۴ سپتامبر ۱۹۹۳ |
| ۱۶۰۵۱۶ | 1994 PC32    | ۱۲ اوت ۱۹۹۴     |
| ۱۶۰۵۱۷ | 1994 TB4     | ۲ اکتبر ۱۹۹۴    |
| ۱۶۰۵۱۸ | 1994 VM3     | ۱ نوامبر ۱۹۹۴   |
| ۱۶۰۵۱۹ | 1995 CS3     | ۱ فوریه ۱۹۹۵    |
| ۱۶۰۵۲۰ | 1995 GM2     | ۲ آوریل ۱۹۹۵    |
| ۱۶۰۵۲۰ | 1995 KU      | ۲۱ مه ۱۹۹۵      |
| ۱۶۰۵۲۲ | 1995 SZ30    | ۲۰ سپتامبر ۱۹۹۵ |
| ۱۶۰۵۲۳ | 1995 SN40    | ۲۵ سپتامبر ۱۹۹۵ |
| ۱۶۰۵۲۴ | 1996 BF7     | ۱۹ ژانویه ۱۹۹۶  |
| ۱۶۰۵۲۵ | 1996 EW10    | ۱۲ مارس ۱۹۹۶    |
| ۱۶۰۵۲۶ | 1996 RZ4     | ۱۳ سپتامبر ۱۹۹۶ |
| ۱۶۰۵۲۷ | 1996 RE31    | ۱۳ سپتامبر ۱۹۹۶ |
| ۱۶۰۵۲۸ | 1996 RD32    | ۱۴ سپتامبر ۱۹۹۶ |
| ۱۶۰۵۲۹ | 1996 TN1     | ۶ اکتبر ۱۹۹۶    |
| ۱۶۰۵۳۰ | 1996 TE16    | ۴ اکتبر ۱۹۹۶    |
| ۱۶۰۵۳۱ | 1996 TB49    | ۴ اکتبر ۱۹۹۶    |
| ۱۶۰۵۳۲ | 1996 TH50    | ۴ اکتبر ۱۹۹۶    |
| ۱۶۰۵۳۳ | 1996 TT56    | ۲ اکتبر ۱۹۹۶    |
| ۱۶۰۵۳۴ | 1996 TA58    | ۲ اکتبر ۱۹۹۶    |
| ۱۶۰۵۳۵ | 1996 TC64    | ۶ اکتبر ۱۹۹۶    |
| ۱۶۰۵۳۶ | 1996 UZ2     | ۱۸ اکتبر ۱۹۹۶   |
| ۱۶۰۵۳۷ | 1996 XD17    | ۴ دسامبر ۱۹۹۶   |
| ۱۶۰۵۳۸ | 1997 CG10    | ۲ فوریه ۱۹۹۷    |
| ۱۶۰۵۳۸ | 1997 SG      | ۲۰ سپتامبر ۱۹۹۷ |
| ۱۶۰۵۴۰ | 1997 WB58    | ۳۰ نوامبر ۱۹۹۷  |
| ۱۶۰۵۴۱ | 1997 WM58    | ۲۶ نوامبر ۱۹۹۷  |
| ۱۶۰۵۴۲ | 1998 FG47    | ۲۰ مارس ۱۹۹۸    |
| ۱۶۰۵۴۳ | 1998 GW8     | ۲ آوریل ۱۹۹۸    |
| ۱۶۰۵۴۴ | 1998 HV5     | ۲۱ آوریل ۱۹۹۸   |
| ۱۶۰۵۴۵ | 1998 KA11    | ۲۲ مه ۱۹۹۸      |
| ۱۶۰۵۴۶ | 1998 MD3     | ۱۸ ژوئن ۱۹۹۸    |
| ۱۶۰۵۴۷ | 1998 MG17    | ۲۷ ژوئن ۱۹۹۸    |
| ۱۶۰۵۴۸ | 1998 OW3     | ۲۴ ژوئیه ۱۹۹۸   |
| ۱۶۰۵۴۹ | 1998 QP20    | ۱۷ اوت ۱۹۹۸     |
| ۱۶۰۵۵۰ | 1998 QM36    | ۱۷ اوت ۱۹۹۸     |
| ۱۶۰۵۵۱ | 1998 QA45    | ۱۷ اوت ۱۹۹۸     |
| ۱۶۰۵۵۲ | 1998 QB71    | ۲۴ اوت ۱۹۹۸     |
| ۱۶۰۵۵۳ | 1998 QQ82    | ۲۴ اوت ۱۹۹۸     |
| ۱۶۰۵۵۴ | 1998 QJ87    | ۲۴ اوت ۱۹۹۸     |
| ۱۶۰۵۵۵ | 1998 RB1     | ۱۲ سپتامبر ۱۹۹۸ |
| ۱۶۰۵۵۶ | 1998 RR4     | ۱۴ سپتامبر ۱۹۹۸ |
| ۱۶۰۵۵۷ | 1998 RT18    | ۱۴ سپتامبر ۱۹۹۸ |
| ۱۶۰۵۵۸ | 1998 RL51    | ۱۴ سپتامبر ۱۹۹۸ |
| ۱۶۰۵۵۹ | 1998 RS55    | ۱۴ سپتامبر ۱۹۹۸ |
| ۱۶۰۵۶۰ | 1998 SZ6     | ۲۰ سپتامبر ۱۹۹۸ |
| ۱۶۰۵۶۱ | 1998 SR12    | ۲۳ سپتامبر ۱۹۹۸ |
| ۱۶۰۵۶۲ | 1998 SO74    | ۲۱ سپتامبر ۱۹۹۸ |
| ۱۶۰۵۶۳ | 1998 SC82    | ۲۶ سپتامبر ۱۹۹۸ |
| ۱۶۰۵۶۴ | 1998 SL88    | ۲۶ سپتامبر ۱۹۹۸ |
| ۱۶۰۵۶۵ | 1998 SW99    | ۲۶ سپتامبر ۱۹۹۸ |
| ۱۶۰۵۶۶ | 1998 SO156   | ۲۶ سپتامبر ۱۹۹۸ |
| ۱۶۰۵۶۷ | 1998 TP36    | ۱۲ اکتبر ۱۹۹۸   |
| ۱۶۰۵۶۸ | 1998 UB35    | ۲۸ اکتبر ۱۹۹۸   |
| ۱۶۰۵۶۹ | 1998 VD1     | ۱۰ نوامبر ۱۹۹۸  |
| ۱۶۰۵۷۰ | 1998 VQ51    | ۱۳ نوامبر ۱۹۹۸  |
| ۱۶۰۵۷۱ | 1998 WG10    | ۲۱ نوامبر ۱۹۹۸  |
| ۱۶۰۵۷۲ | 1999 CM46    | ۱۰ فوریه ۱۹۹۹   |
| ۱۶۰۵۷۳ | 1999 CS142   | ۱۰ فوریه ۱۹۹۹   |
| ۱۶۰۵۷۴ | 1999 EH11    | ۱۵ مارس ۱۹۹۹    |
| ۱۶۰۵۷۵ | 1999 GQ6     | ۱۳ آوریل ۱۹۹۹   |
| ۱۶۰۵۷۶ | 1999 HB7     | ۱۹ آوریل ۱۹۹۹   |
| ۱۶۰۵۷۷ | 1999 JL48    | ۱۰ مه ۱۹۹۹      |
| ۱۶۰۵۷۸ | 1999 JJ90    | ۱۲ مه ۱۹۹۹      |
| ۱۶۰۵۷۹ | 1999 JG136   | ۷ مه ۱۹۹۹       |
| ۱۶۰۵۷۹ | 1999 KG      | ۱۶ مه ۱۹۹۹      |
| ۱۶۰۵۸۱ | 1999 KH12    | ۱۸ مه ۱۹۹۹      |
| ۱۶۰۵۸۲ | 1999 NY3     | ۱۳ ژوئیه ۱۹۹۹   |
| ۱۶۰۵۸۳ | 1999 NN15    | ۱۴ ژوئیه ۱۹۹۹   |
| ۱۶۰۵۸۴ | 1999 ND65    | ۱۴ ژوئیه ۱۹۹۹   |
| ۱۶۰۵۸۵ | 1999 RK2     | ۵ سپتامبر ۱۹۹۹  |
| ۱۶۰۵۸۶ | 1999 RG7     | ۳ سپتامبر ۱۹۹۹  |
| ۱۶۰۵۸۷ | 1999 RG15    | ۷ سپتامبر ۱۹۹۹  |
| ۱۶۰۵۸۸ | 1999 RG17    | ۷ سپتامبر ۱۹۹۹  |
| ۱۶۰۵۸۹ | 1999 RU25    | ۷ سپتامبر ۱۹۹۹  |
| ۱۶۰۵۹۰ | 1999 RE28    | ۸ سپتامبر ۱۹۹۹  |
| ۱۶۰۵۹۱ | 1999 RD81    | ۷ سپتامبر ۱۹۹۹  |
| ۱۶۰۵۹۲ | 1999 RF86    | ۷ سپتامبر ۱۹۹۹  |
| ۱۶۰۵۹۳ | 1999 RL100   | ۸ سپتامبر ۱۹۹۹  |
| ۱۶۰۵۹۴ | 1999 RX135   | ۹ سپتامبر ۱۹۹۹  |
| ۱۶۰۵۹۵ | 1999 RC143   | ۹ سپتامبر ۱۹۹۹  |
| ۱۶۰۵۹۶ | 1999 RT152   | ۹ سپتامبر ۱۹۹۹  |
| ۱۶۰۵۹۷ | 1999 RQ159   | ۹ سپتامبر ۱۹۹۹  |
| ۱۶۰۵۹۸ | 1999 RP162   | ۹ سپتامبر ۱۹۹۹  |
| ۱۶۰۵۹۹ | 1999 RX166   | ۹ سپتامبر ۱۹۹۹  |
| ۱۶۰۶۰۰ | 1999 RV210   | ۸ سپتامبر ۱۹۹۹  |
| ۱۶۰۶۰۱ | 1999 RO234   | ۸ سپتامبر ۱۹۹۹  |
| ۱۶۰۶۰۲ | 1999 RX252   | ۸ سپتامبر ۱۹۹۹  |
| ۱۶۰۶۰۳ | 1999 SA15    | ۲۹ سپتامبر ۱۹۹۹ |
| ۱۶۰۶۰۴ | 1999 TD11    | ۸ اکتبر ۱۹۹۹    |
| ۱۶۰۶۰۵ | 1999 TT12    | ۱۲ اکتبر ۱۹۹۹   |
| ۱۶۰۶۰۶ | 1999 TW25    | ۳ اکتبر ۱۹۹۹    |
| ۱۶۰۶۰۷ | 1999 TY27    | ۳ اکتبر ۱۹۹۹    |
| ۱۶۰۶۰۸ | 1999 TX29    | ۴ اکتبر ۱۹۹۹    |
| ۱۶۰۶۰۹ | 1999 TA35    | ۳ اکتبر ۱۹۹۹    |
| ۱۶۰۶۱۰ | 1999 TO46    | ۴ اکتبر ۱۹۹۹    |
| ۱۶۰۶۱۱ | 1999 TP47    | ۴ اکتبر ۱۹۹۹    |
| ۱۶۰۶۱۲ | 1999 TF67    | ۸ اکتبر ۱۹۹۹    |
| ۱۶۰۶۱۳ | 1999 TA68    | ۸ اکتبر ۱۹۹۹    |
| ۱۶۰۶۱۴ | 1999 TW82    | ۱۲ اکتبر ۱۹۹۹   |
| ۱۶۰۶۱۵ | 1999 TG97    | ۲ اکتبر ۱۹۹۹    |
| ۱۶۰۶۱۶ | 1999 TR97    | ۲ اکتبر ۱۹۹۹    |
| ۱۶۰۶۱۷ | 1999 TF99    | ۲ اکتبر ۱۹۹۹    |
| ۱۶۰۶۱۸ | 1999 TV103   | ۳ اکتبر ۱۹۹۹    |
| ۱۶۰۶۱۹ | 1999 TH106   | ۴ اکتبر ۱۹۹۹    |
| ۱۶۰۶۲۰ | 1999 TS114   | ۴ اکتبر ۱۹۹۹    |
| ۱۶۰۶۲۱ | 1999 TK120   | ۴ اکتبر ۱۹۹۹    |
| ۱۶۰۶۲۲ | 1999 TF144   | ۷ اکتبر ۱۹۹۹    |
| ۱۶۰۶۲۳ | 1999 TX195   | ۱۲ اکتبر ۱۹۹۹   |
| ۱۶۰۶۲۴ | 1999 TD197   | ۱۲ اکتبر ۱۹۹۹   |
| ۱۶۰۶۲۵ | 1999 TP241   | ۴ اکتبر ۱۹۹۹    |
| ۱۶۰۶۲۶ | 1999 TE271   | ۳ اکتبر ۱۹۹۹    |
| ۱۶۰۶۲۷ | 1999 TQ295   | ۱ اکتبر ۱۹۹۹    |
| ۱۶۰۶۲۸ | 1999 UU29    | ۳۱ اکتبر ۱۹۹۹   |
| ۱۶۰۶۲۹ | 1999 UQ45    | ۳۱ اکتبر ۱۹۹۹   |
| ۱۶۰۶۳۰ | 1999 VU26    | ۳ نوامبر ۱۹۹۹   |
| ۱۶۰۶۳۱ | 1999 VX29    | ۳ نوامبر ۱۹۹۹   |
| ۱۶۰۶۳۲ | 1999 VU45    | ۴ نوامبر ۱۹۹۹   |
| ۱۶۰۶۳۳ | 1999 VC46    | ۳ نوامبر ۱۹۹۹   |
| ۱۶۰۶۳۴ | 1999 VG58    | ۴ نوامبر ۱۹۹۹   |
| ۱۶۰۶۳۵ | 1999 VA83    | ۱ نوامبر ۱۹۹۹   |
| ۱۶۰۶۳۶ | 1999 VR83    | ۲ نوامبر ۱۹۹۹   |
| ۱۶۰۶۳۷ | 1999 VF88    | ۴ نوامبر ۱۹۹۹   |
| ۱۶۰۶۳۸ | 1999 VB109   | ۹ نوامبر ۱۹۹۹   |
| ۱۶۰۶۳۹ | 1999 VJ122   | ۴ نوامبر ۱۹۹۹   |
| ۱۶۰۶۴۰ | 1999 VN149   | ۱۴ نوامبر ۱۹۹۹  |
| ۱۶۰۶۴۱ | 1999 VB158   | ۱۴ نوامبر ۱۹۹۹  |
| ۱۶۰۶۴۲ | 1999 VD191   | ۹ نوامبر ۱۹۹۹   |
| ۱۶۰۶۴۳ | 1999 XQ6     | ۴ دسامبر ۱۹۹۹   |
| ۱۶۰۶۴۴ | 1999 XM11    | ۵ دسامبر ۱۹۹۹   |
| ۱۶۰۶۴۵ | 1999 XW43    | ۷ دسامبر ۱۹۹۹   |
| ۱۶۰۶۴۶ | 1999 XK44    | ۷ دسامبر ۱۹۹۹   |
| ۱۶۰۶۴۷ | 1999 XH69    | ۷ دسامبر ۱۹۹۹   |
| ۱۶۰۶۴۸ | 1999 XC71    | ۷ دسامبر ۱۹۹۹   |
| ۱۶۰۶۴۹ | 1999 XR74    | ۷ دسامبر ۱۹۹۹   |
| ۱۶۰۶۵۰ | 1999 XB75    | ۷ دسامبر ۱۹۹۹   |
| ۱۶۰۶۵۱ | 1999 XQ101   | ۷ دسامبر ۱۹۹۹   |
| ۱۶۰۶۵۲ | 1999 XB109   | ۴ دسامبر ۱۹۹۹   |
| ۱۶۰۶۵۳ | 1999 XY112   | ۱۱ دسامبر ۱۹۹۹  |
| ۱۶۰۶۵۴ | 1999 XQ113   | ۱۱ دسامبر ۱۹۹۹  |
| ۱۶۰۶۵۵ | 1999 XB114   | ۱۱ دسامبر ۱۹۹۹  |
| ۱۶۰۶۵۶ | 1999 XU116   | ۵ دسامبر ۱۹۹۹   |
| ۱۶۰۶۵۷ | 1999 XC142   | ۱۲ دسامبر ۱۹۹۹  |
| ۱۶۰۶۵۸ | 1999 XT153   | ۷ دسامبر ۱۹۹۹   |
| ۱۶۰۶۵۹ | 1999 XY156   | ۸ دسامبر ۱۹۹۹   |
| ۱۶۰۶۶۰ | 1999 XX204   | ۱۲ دسامبر ۱۹۹۹  |
| ۱۶۰۶۶۱ | 1999 XD225   | ۱۳ دسامبر ۱۹۹۹  |
| ۱۶۰۶۶۲ | 1999 XZ250   | ۵ دسامبر ۱۹۹۹   |
| ۱۶۰۶۶۳ | 1999 XK259   | ۹ دسامبر ۱۹۹۹   |
| ۱۶۰۶۶۴ | 2000 AE3     | ۲ ژانویه ۲۰۰۰   |
| ۱۶۰۶۶۵ | 2000 AB7     | ۲ ژانویه ۲۰۰۰   |
| ۱۶۰۶۶۶ | 2000 AW100   | ۵ ژانویه ۲۰۰۰   |
| ۱۶۰۶۶۷ | 2000 AY100   | ۵ ژانویه ۲۰۰۰   |
| ۱۶۰۶۶۸ | 2000 AQ155   | ۳ ژانویه ۲۰۰۰   |
| ۱۶۰۶۶۹ | 2000 AN171   | ۷ ژانویه ۲۰۰۰   |
| ۱۶۰۶۷۰ | 2000 AB215   | ۷ ژانویه ۲۰۰۰   |
| ۱۶۰۶۷۱ | 2000 AY237   | ۶ ژانویه ۲۰۰۰   |
| ۱۶۰۶۷۲ | 2000 BP11    | ۲۶ ژانویه ۲۰۰۰  |
| ۱۶۰۶۷۳ | 2000 BB35    | ۳۰ ژانویه ۲۰۰۰  |
| ۱۶۰۶۷۴ | 2000 CN32    | ۲ فوریه ۲۰۰۰    |
| ۱۶۰۶۷۵ | 2000 CK47    | ۲ فوریه ۲۰۰۰    |
| ۱۶۰۶۷۶ | 2000 CT55    | ۴ فوریه ۲۰۰۰    |
| ۱۶۰۶۷۷ | 2000 CP81    | ۴ فوریه ۲۰۰۰    |
| ۱۶۰۶۷۸ | 2000 CZ140   | ۶ فوریه ۲۰۰۰    |
| ۱۶۰۶۷۹ | 2000 DB6     | ۲۸ فوریه ۲۰۰۰   |
| ۱۶۰۶۸۰ | 2000 DX11    | ۲۷ فوریه ۲۰۰۰   |
| ۱۶۰۶۸۱ | 2000 DR23    | ۲۹ فوریه ۲۰۰۰   |
| ۱۶۰۶۸۲ | 2000 DN39    | ۲۹ فوریه ۲۰۰۰   |
| ۱۶۰۶۸۳ | 2000 DG79    | ۲۹ فوریه ۲۰۰۰   |
| ۱۶۰۶۸۴ | 2000 EL10    | ۳ مارس ۲۰۰۰     |
| ۱۶۰۶۸۵ | 2000 EK92    | ۹ مارس ۲۰۰۰     |
| ۱۶۰۶۸۶ | 2000 EO155   | ۹ مارس ۲۰۰۰     |
| ۱۶۰۶۸۷ | 2000 EV164   | ۳ مارس ۲۰۰۰     |
| ۱۶۰۶۸۸ | 2000 GB7     | ۴ آوریل ۲۰۰۰    |
| ۱۶۰۶۸۹ | 2000 GA41    | ۵ آوریل ۲۰۰۰    |
| ۱۶۰۶۹۰ | 2000 HD7     | ۲۵ آوریل ۲۰۰۰   |
| ۱۶۰۶۹۱ | 2000 HO13    | ۲۸ آوریل ۲۰۰۰   |
| ۱۶۰۶۹۲ | 2000 HD17    | ۲۴ آوریل ۲۰۰۰   |
| ۱۶۰۶۹۳ | 2000 HO55    | ۲۴ آوریل ۲۰۰۰   |
| ۱۶۰۶۹۴ | 2000 JG71    | ۱ مه ۲۰۰۰       |
| ۱۶۰۶۹۵ | 2000 KX13    | ۲۸ مه ۲۰۰۰      |
| ۱۶۰۶۹۶ | 2000 KX28    | ۲۸ مه ۲۰۰۰      |
| ۱۶۰۶۹۷ | 2000 LB15    | ۴ ژوئن ۲۰۰۰     |
| ۱۶۰۶۹۸ | 2000 NJ26    | ۴ ژوئیه ۲۰۰۰    |
| ۱۶۰۶۹۹ | 2000 ON14    | ۲۳ ژوئیه ۲۰۰۰   |
| ۱۶۰۷۰۰ | 2000 OH15    | ۲۳ ژوئیه ۲۰۰۰   |
| ۱۶۰۷۰۱ | 2000 OD50    | ۳۱ ژوئیه ۲۰۰۰   |
| ۱۶۰۷۰۲ | 2000 PU2     | ۲ اوت ۲۰۰۰      |
| ۱۶۰۷۰۳ | 2000 PB19    | ۱ اوت ۲۰۰۰      |
| ۱۶۰۷۰۴ | 2000 PW27    | ۹ اوت ۲۰۰۰      |
| ۱۶۰۷۰۵ | 2000 QE4     | ۲۴ اوت ۲۰۰۰     |
| ۱۶۰۷۰۶ | 2000 QK4     | ۲۴ اوت ۲۰۰۰     |
| ۱۶۰۷۰۷ | 2000 QP10    | ۲۴ اوت ۲۰۰۰     |
| ۱۶۰۷۰۸ | 2000 QF20    | ۲۴ اوت ۲۰۰۰     |
| ۱۶۰۷۰۹ | 2000 QC30    | ۲۵ اوت ۲۰۰۰     |
| ۱۶۰۷۱۰ | 2000 QA52    | ۲۴ اوت ۲۰۰۰     |
| ۱۶۰۷۱۱ | 2000 QK73    | ۲۴ اوت ۲۰۰۰     |
| ۱۶۰۷۱۲ | 2000 QN85    | ۲۵ اوت ۲۰۰۰     |
| ۱۶۰۷۱۳ | 2000 QQ96    | ۲۸ اوت ۲۰۰۰     |
| ۱۶۰۷۱۴ | 2000 QO103   | ۲۸ اوت ۲۰۰۰     |
| ۱۶۰۷۱۵ | 2000 QG106   | ۲۸ اوت ۲۰۰۰     |
| ۱۶۰۷۱۶ | 2000 QG109   | ۲۹ اوت ۲۰۰۰     |
| ۱۶۰۷۱۷ | 2000 QS118   | ۲۵ اوت ۲۰۰۰     |
| ۱۶۰۷۱۸ | 2000 QP125   | ۳۱ اوت ۲۰۰۰     |
| ۱۶۰۷۱۹ | 2000 QO132   | ۲۶ اوت ۲۰۰۰     |
| ۱۶۰۷۲۰ | 2000 QM158   | ۳۱ اوت ۲۰۰۰     |
| ۱۶۰۷۲۱ | 2000 QB159   | ۳۱ اوت ۲۰۰۰     |
| ۱۶۰۷۲۲ | 2000 QY166   | ۳۱ اوت ۲۰۰۰     |
| ۱۶۰۷۲۳ | 2000 QL171   | ۳۱ اوت ۲۰۰۰     |
| ۱۶۰۷۲۴ | 2000 QM171   | ۳۱ اوت ۲۰۰۰     |
| ۱۶۰۷۲۵ | 2000 QV176   | ۳۱ اوت ۲۰۰۰     |
| ۱۶۰۷۲۶ | 2000 QS179   | ۳۱ اوت ۲۰۰۰     |
| ۱۶۰۷۲۷ | 2000 QG184   | ۲۶ اوت ۲۰۰۰     |
| ۱۶۰۷۲۸ | 2000 QG192   | ۲۶ اوت ۲۰۰۰     |
| ۱۶۰۷۲۹ | 2000 QC201   | ۲۹ اوت ۲۰۰۰     |
| ۱۶۰۷۳۰ | 2000 QQ209   | ۳۱ اوت ۲۰۰۰     |
| ۱۶۰۷۳۱ | 2000 QY230   | ۳۱ اوت ۲۰۰۰     |
| ۱۶۰۷۳۲ | 2000 RU17    | ۱ سپتامبر ۲۰۰۰  |
| ۱۶۰۷۳۳ | 2000 RE22    | ۱ سپتامبر ۲۰۰۰  |
| ۱۶۰۷۳۴ | 2000 RS23    | ۱ سپتامبر ۲۰۰۰  |
| ۱۶۰۷۳۵ | 2000 RP27    | ۱ سپتامبر ۲۰۰۰  |
| ۱۶۰۷۳۶ | 2000 RB32    | ۱ سپتامبر ۲۰۰۰  |
| ۱۶۰۷۳۷ | 2000 RL34    | ۱ سپتامبر ۲۰۰۰  |
| ۱۶۰۷۳۸ | 2000 RZ41    | ۳ سپتامبر ۲۰۰۰  |
| ۱۶۰۷۳۹ | 2000 RB51    | ۵ سپتامبر ۲۰۰۰  |
| ۱۶۰۷۴۰ | 2000 RW69    | ۲ سپتامبر ۲۰۰۰  |
| ۱۶۰۷۴۱ | 2000 RE72    | ۲ سپتامبر ۲۰۰۰  |
| ۱۶۰۷۴۲ | 2000 RT83    | ۱ سپتامبر ۲۰۰۰  |
| ۱۶۰۷۴۳ | 2000 RU84    | ۲ سپتامبر ۲۰۰۰  |
| ۱۶۰۷۴۴ | 2000 RO91    | ۳ سپتامبر ۲۰۰۰  |
| ۱۶۰۷۴۵ | 2000 RW95    | ۴ سپتامبر ۲۰۰۰  |
| ۱۶۰۷۴۶ | 2000 RD100   | ۵ سپتامبر ۲۰۰۰  |
| ۱۶۰۷۴۷ | 2000 SR9     | ۲۳ سپتامبر ۲۰۰۰ |
| ۱۶۰۷۴۸ | 2000 SM35    | ۲۴ سپتامبر ۲۰۰۰ |
| ۱۶۰۷۴۹ | 2000 SZ74    | ۲۴ سپتامبر ۲۰۰۰ |
| ۱۶۰۷۵۰ | 2000 SR78    | ۲۴ سپتامبر ۲۰۰۰ |
| ۱۶۰۷۵۱ | 2000 SC83    | ۲۴ سپتامبر ۲۰۰۰ |
| ۱۶۰۷۵۲ | 2000 SQ84    | ۲۴ سپتامبر ۲۰۰۰ |
| ۱۶۰۷۵۳ | 2000 SW84    | ۲۴ سپتامبر ۲۰۰۰ |
| ۱۶۰۷۵۴ | 2000 SM88    | ۲۴ سپتامبر ۲۰۰۰ |
| ۱۶۰۷۵۵ | 2000 SE94    | ۲۳ سپتامبر ۲۰۰۰ |
| ۱۶۰۷۵۶ | 2000 SE96    | ۲۳ سپتامبر ۲۰۰۰ |
| ۱۶۰۷۵۷ | 2000 SU98    | ۲۳ سپتامبر ۲۰۰۰ |
| ۱۶۰۷۵۸ | 2000 SM99    | ۲۳ سپتامبر ۲۰۰۰ |
| ۱۶۰۷۵۹ | 2000 SV101   | ۲۴ سپتامبر ۲۰۰۰ |
| ۱۶۰۷۶۰ | 2000 SV103   | ۲۴ سپتامبر ۲۰۰۰ |
| ۱۶۰۷۶۱ | 2000 SE105   | ۲۴ سپتامبر ۲۰۰۰ |
| ۱۶۰۷۶۲ | 2000 SL106   | ۲۴ سپتامبر ۲۰۰۰ |
| ۱۶۰۷۶۳ | 2000 SJ108   | ۲۴ سپتامبر ۲۰۰۰ |
| ۱۶۰۷۶۴ | 2000 SJ125   | ۲۴ سپتامبر ۲۰۰۰ |
| ۱۶۰۷۶۵ | 2000 SK126   | ۲۴ سپتامبر ۲۰۰۰ |
| ۱۶۰۷۶۶ | 2000 SY130   | ۲۲ سپتامبر ۲۰۰۰ |
| ۱۶۰۷۶۷ | 2000 SS133   | ۲۳ سپتامبر ۲۰۰۰ |
| ۱۶۰۷۶۸ | 2000 SQ137   | ۲۳ سپتامبر ۲۰۰۰ |
| ۱۶۰۷۶۹ | 2000 SM152   | ۲۴ سپتامبر ۲۰۰۰ |
| ۱۶۰۷۷۰ | 2000 SF188   | ۲۱ سپتامبر ۲۰۰۰ |
| ۱۶۰۷۷۱ | 2000 SM195   | ۲۴ سپتامبر ۲۰۰۰ |
| ۱۶۰۷۷۲ | 2000 SU199   | ۲۴ سپتامبر ۲۰۰۰ |
| ۱۶۰۷۷۳ | 2000 SG206   | ۲۴ سپتامبر ۲۰۰۰ |
| ۱۶۰۷۷۴ | 2000 SK217   | ۲۶ سپتامبر ۲۰۰۰ |
| ۱۶۰۷۷۵ | 2000 SW234   | ۲۴ سپتامبر ۲۰۰۰ |
| ۱۶۰۷۷۶ | 2000 SP241   | ۲۴ سپتامبر ۲۰۰۰ |
| ۱۶۰۷۷۷ | 2000 SL243   | ۲۴ سپتامبر ۲۰۰۰ |
| ۱۶۰۷۷۸ | 2000 SA250   | ۲۴ سپتامبر ۲۰۰۰ |
| ۱۶۰۷۷۹ | 2000 SV257   | ۲۴ سپتامبر ۲۰۰۰ |
| ۱۶۰۷۸۰ | 2000 SL267   | ۲۷ سپتامبر ۲۰۰۰ |
| ۱۶۰۷۸۱ | 2000 SK277   | ۳۰ سپتامبر ۲۰۰۰ |
| ۱۶۰۷۸۲ | 2000 SY284   | ۲۳ سپتامبر ۲۰۰۰ |
| ۱۶۰۷۸۳ | 2000 SB292   | ۲۷ سپتامبر ۲۰۰۰ |
| ۱۶۰۷۸۴ | 2000 SF326   | ۲۹ سپتامبر ۲۰۰۰ |
| ۱۶۰۷۸۵ | 2000 SV337   | ۲۵ سپتامبر ۲۰۰۰ |
| ۱۶۰۷۸۶ | 2000 SM356   | ۲۹ سپتامبر ۲۰۰۰ |
| ۱۶۰۷۸۷ | 2000 SE361   | ۲۳ سپتامبر ۲۰۰۰ |
| ۱۶۰۷۸۸ | 2000 TF21    | ۱ اکتبر ۲۰۰۰    |
| ۱۶۰۷۸۹ | 2000 TJ23    | ۱ اکتبر ۲۰۰۰    |
| ۱۶۰۷۹۰ | 2000 TP42    | ۱ اکتبر ۲۰۰۰    |
| ۱۶۰۷۹۱ | 2000 TF45    | ۱ اکتبر ۲۰۰۰    |
| ۱۶۰۷۹۲ | 2000 TS50    | ۱ اکتبر ۲۰۰۰    |
| ۱۶۰۷۹۳ | 2000 TN54    | ۱ اکتبر ۲۰۰۰    |
| ۱۶۰۷۹۴ | 2000 UC7     | ۲۴ اکتبر ۲۰۰۰   |
| ۱۶۰۷۹۵ | 2000 UA17    | ۲۴ اکتبر ۲۰۰۰   |
| ۱۶۰۷۹۶ | 2000 UL20    | ۲۴ اکتبر ۲۰۰۰   |
| ۱۶۰۷۹۷ | 2000 UM22    | ۲۴ اکتبر ۲۰۰۰   |
| ۱۶۰۷۹۸ | 2000 UH59    | ۲۵ اکتبر ۲۰۰۰   |
| ۱۶۰۷۹۹ | 2000 UN65    | ۲۵ اکتبر ۲۰۰۰   |
| ۱۶۰۸۰۰ | 2000 UF71    | ۲۵ اکتبر ۲۰۰۰   |
| ۱۶۰۸۰۱ | 2000 UP90    | ۲۴ اکتبر ۲۰۰۰   |
| ۱۶۰۸۰۲ | 2000 VP14    | ۱ نوامبر ۲۰۰۰   |
| ۱۶۰۸۰۳ | 2000 VF26    | ۱ نوامبر ۲۰۰۰   |
| ۱۶۰۸۰۴ | 2000 VQ28    | ۱ نوامبر ۲۰۰۰   |
| ۱۶۰۸۰۵ | 2000 VQ32    | ۱ نوامبر ۲۰۰۰   |
| ۱۶۰۸۰۶ | 2000 VE42    | ۱ نوامبر ۲۰۰۰   |
| ۱۶۰۸۰۷ | 2000 VB44    | ۱ نوامبر ۲۰۰۰   |
| ۱۶۰۸۰۸ | 2000 VJ46    | ۳ نوامبر ۲۰۰۰   |
| ۱۶۰۸۰۹ | 2000 VJ51    | ۳ نوامبر ۲۰۰۰   |
| ۱۶۰۸۱۰ | 2000 VE54    | ۳ نوامبر ۲۰۰۰   |
| ۱۶۰۸۱۱ | 2000 VH55    | ۳ نوامبر ۲۰۰۰   |
| ۱۶۰۸۱۲ | 2000 WN3     | ۱۷ نوامبر ۲۰۰۰  |
| ۱۶۰۸۱۳ | 2000 WY14    | ۲۰ نوامبر ۲۰۰۰  |
| ۱۶۰۸۱۴ | 2000 WA42    | ۲۱ نوامبر ۲۰۰۰  |
| ۱۶۰۸۱۵ | 2000 WV43    | ۲۱ نوامبر ۲۰۰۰  |
| ۱۶۰۸۱۶ | 2000 WO69    | ۱۹ نوامبر ۲۰۰۰  |
| ۱۶۰۸۱۷ | 2000 WK72    | ۱۹ نوامبر ۲۰۰۰  |
| ۱۶۰۸۱۸ | 2000 WH95    | ۲۱ نوامبر ۲۰۰۰  |
| ۱۶۰۸۱۹ | 2000 WE122   | ۲۹ نوامبر ۲۰۰۰  |
| ۱۶۰۸۲۰ | 2000 WD125   | ۲۶ نوامبر ۲۰۰۰  |
| ۱۶۰۸۲۱ | 2000 WH133   | ۱۹ نوامبر ۲۰۰۰  |
| ۱۶۰۸۲۲ | 2000 WY149   | ۲۸ نوامبر ۲۰۰۰  |
| ۱۶۰۸۲۳ | 2000 WL180   | ۲۷ نوامبر ۲۰۰۰  |
| ۱۶۰۸۲۴ | 2000 WU180   | ۲۹ نوامبر ۲۰۰۰  |
| ۱۶۰۸۲۵ | 2000 WV196   | ۲۰ نوامبر ۲۰۰۰  |
| ۱۶۰۸۲۶ | 2000 XT4     | ۱ دسامبر ۲۰۰۰   |
| ۱۶۰۸۲۷ | 2000 XA8     | ۱ دسامبر ۲۰۰۰   |
| ۱۶۰۸۲۸ | 2000 XP27    | ۴ دسامبر ۲۰۰۰   |
| ۱۶۰۸۲۹ | 2000 XU27    | ۴ دسامبر ۲۰۰۰   |
| ۱۶۰۸۳۰ | 2000 XJ30    | ۴ دسامبر ۲۰۰۰   |
| ۱۶۰۸۳۱ | 2000 XK39    | ۴ دسامبر ۲۰۰۰   |
| ۱۶۰۸۳۲ | 2000 YF12    | ۱۹ دسامبر ۲۰۰۰  |
| ۱۶۰۸۳۳ | 2000 YN14    | ۲۵ دسامبر ۲۰۰۰  |
| ۱۶۰۸۳۴ | 2000 YD51    | ۳۰ دسامبر ۲۰۰۰  |
| ۱۶۰۸۳۵ | 2000 YY56    | ۳۰ دسامبر ۲۰۰۰  |
| ۱۶۰۸۳۶ | 2000 YS68    | ۲۸ دسامبر ۲۰۰۰  |
| ۱۶۰۸۳۷ | 2000 YQ70    | ۳۰ دسامبر ۲۰۰۰  |
| ۱۶۰۸۳۸ | 2000 YF79    | ۳۰ دسامبر ۲۰۰۰  |
| ۱۶۰۸۳۹ | 2000 YG97    | ۳۰ دسامبر ۲۰۰۰  |
| ۱۶۰۸۴۰ | 2000 YG113   | ۳۰ دسامبر ۲۰۰۰  |
| ۱۶۰۸۴۱ | 2000 YX117   | ۳۰ دسامبر ۲۰۰۰  |
| ۱۶۰۸۴۲ | 2000 YE142   | ۲۱ دسامبر ۲۰۰۰  |
| ۱۶۰۸۴۳ | 2001 AC41    | ۳ ژانویه ۲۰۰۱   |
| ۱۶۰۸۴۴ | 2001 AB47    | ۱۵ ژانویه ۲۰۰۱  |
| ۱۶۰۸۴۵ | 2001 AS48    | ۴ ژانویه ۲۰۰۱   |
| ۱۶۰۸۴۶ | 2001 BV56    | ۱۹ ژانویه ۲۰۰۱  |
| ۱۶۰۸۴۷ | 2001 BD68    | ۳۱ ژانویه ۲۰۰۱  |
| ۱۶۰۸۴۸ | 2001 BN82    | ۱۹ ژانویه ۲۰۰۱  |
| ۱۶۰۸۴۹ | 2001 CH15    | ۱ فوریه ۲۰۰۱    |
| ۱۶۰۸۵۰ | 2001 CB20    | ۲ فوریه ۲۰۰۱    |
| ۱۶۰۸۵۱ | 2001 CX43    | ۱۵ فوریه ۲۰۰۱   |
| ۱۶۰۸۵۲ | 2001 CT44    | ۱۵ فوریه ۲۰۰۱   |
| ۱۶۰۸۵۳ | 2001 DA11    | ۱۷ فوریه ۲۰۰۱   |
| ۱۶۰۸۵۴ | 2001 DV25    | ۱۷ فوریه ۲۰۰۱   |
| ۱۶۰۸۵۵ | 2001 DH81    | ۲۶ فوریه ۲۰۰۱   |
| ۱۶۰۸۵۶ | 2001 DU92    | ۱۹ فوریه ۲۰۰۱   |
| ۱۶۰۸۵۷ | 2001 EU21    | ۱۵ مارس ۲۰۰۱    |
| ۱۶۰۸۵۸ | 2001 FA121   | ۲۶ مارس ۲۰۰۱    |
| ۱۶۰۸۵۹ | 2001 FH122   | ۲۳ مارس ۲۰۰۱    |
| ۱۶۰۸۶۰ | 2001 FV142   | ۲۳ مارس ۲۰۰۱    |
| ۱۶۰۸۶۱ | 2001 FE186   | ۱۶ مارس ۲۰۰۱    |
| ۱۶۰۸۶۲ | 2001 GD5     | ۱۵ آوریل ۲۰۰۱   |
| ۱۶۰۸۶۳ | 2001 HG20    | ۲۶ آوریل ۲۰۰۱   |
| ۱۶۰۸۶۴ | 2001 HG51    | ۲۳ آوریل ۲۰۰۱   |
| ۱۶۰۸۶۵ | 2001 JK2     | ۱۵ مه ۲۰۰۱      |
| ۱۶۰۸۶۶ | 2001 KM11    | ۱۸ مه ۲۰۰۱      |
| ۱۶۰۸۶۷ | 2001 KS25    | ۱۷ مه ۲۰۰۱      |
| ۱۶۰۸۶۸ | 2001 KS32    | ۲۴ مه ۲۰۰۱      |
| ۱۶۰۸۶۹ | 2001 KM39    | ۲۲ مه ۲۰۰۱      |
| ۱۶۰۸۷۰ | 2001 KU55    | ۲۲ مه ۲۰۰۱      |
| ۱۶۰۸۷۱ | 2001 KM66    | ۲۲ مه ۲۰۰۱      |
| ۱۶۰۸۷۲ | 2001 NS6     | ۱۱ ژوئیه ۲۰۰۱   |
| ۱۶۰۸۷۳ | 2001 NE14    | ۱۴ ژوئیه ۲۰۰۱   |
| ۱۶۰۸۷۴ | 2001 NQ18    | ۱۲ ژوئیه ۲۰۰۱   |
| ۱۶۰۸۷۵ | 2001 OQ21    | ۲۱ ژوئیه ۲۰۰۱   |
| ۱۶۰۸۷۶ | 2001 ON66    | ۲۳ ژوئیه ۲۰۰۱   |
| ۱۶۰۸۷۷ | 2001 OP77    | ۲۶ ژوئیه ۲۰۰۱   |
| ۱۶۰۸۷۸ | 2001 OO82    | ۲۷ ژوئیه ۲۰۰۱   |
| ۱۶۰۸۷۹ | 2001 OC100   | ۲۷ ژوئیه ۲۰۰۱   |
| ۱۶۰۸۸۰ | 2001 PJ10    | ۸ اوت ۲۰۰۱      |
| ۱۶۰۸۸۱ | 2001 PJ12    | ۱۲ اوت ۲۰۰۱     |
| ۱۶۰۸۸۲ | 2001 PC29    | ۱۵ اوت ۲۰۰۱     |
| ۱۶۰۸۸۳ | 2001 QW2     | ۱۶ اوت ۲۰۰۱     |
| ۱۶۰۸۸۴ | 2001 QT39    | ۱۶ اوت ۲۰۰۱     |
| ۱۶۰۸۸۵ | 2001 QF110   | ۲۴ اوت ۲۰۰۱     |
| ۱۶۰۸۸۶ | 2001 QB135   | ۲۲ اوت ۲۰۰۱     |
| ۱۶۰۸۸۷ | 2001 QD223   | ۲۴ اوت ۲۰۰۱     |
| ۱۶۰۸۸۸ | 2001 QT258   | ۲۵ اوت ۲۰۰۱     |
| ۱۶۰۸۸۹ | 2001 QX279   | ۱۹ اوت ۲۰۰۱     |
| ۱۶۰۸۹۰ | 2001 QH282   | ۱۹ اوت ۲۰۰۱     |
| ۱۶۰۸۹۱ | 2001 RU82    | ۱۱ سپتامبر ۲۰۰۱ |
| ۱۶۰۸۹۲ | 2001 RN112   | ۱۲ سپتامبر ۲۰۰۱ |
| ۱۶۰۸۹۳ | 2001 RH116   | ۱۲ سپتامبر ۲۰۰۱ |
| ۱۶۰۸۹۴ | 2001 SP87    | ۲۰ سپتامبر ۲۰۰۱ |
| ۱۶۰۸۹۵ | 2001 SN107   | ۲۰ سپتامبر ۲۰۰۱ |
| ۱۶۰۸۹۶ | 2001 SU199   | ۱۹ سپتامبر ۲۰۰۱ |
| ۱۶۰۸۹۷ | 2001 SB257   | ۱۹ سپتامبر ۲۰۰۱ |
| ۱۶۰۸۹۸ | 2001 SY262   | ۲۴ سپتامبر ۲۰۰۱ |
| ۱۶۰۸۹۹ | 2001 SG287   | ۲۲ سپتامبر ۲۰۰۱ |
| ۱۶۰۹۰۰ | 2001 SZ306   | ۲۱ سپتامبر ۲۰۰۱ |
| ۱۶۰۹۰۱ | 2001 SJ339   | ۲۱ سپتامبر ۲۰۰۱ |
| ۱۶۰۹۰۲ | 2001 SL342   | ۲۱ سپتامبر ۲۰۰۱ |
| ۱۶۰۹۰۳ | 2001 TO56    | ۱۴ اکتبر ۲۰۰۱   |
| ۱۶۰۹۰۴ | 2001 TR102   | ۱۵ اکتبر ۲۰۰۱   |
| ۱۶۰۹۰۵ | 2001 TL206   | ۱۱ اکتبر ۲۰۰۱   |
| ۱۶۰۹۰۶ | 2001 UB12    | ۲۳ اکتبر ۲۰۰۱   |
| ۱۶۰۹۰۷ | 2001 UJ87    | ۱۸ اکتبر ۲۰۰۱   |
| ۱۶۰۹۰۸ | 2001 UM138   | ۲۳ اکتبر ۲۰۰۱   |
| ۱۶۰۹۰۹ | 2001 UD217   | ۲۴ اکتبر ۲۰۰۱   |
| ۱۶۰۹۱۰ | 2001 VO6     | ۹ نوامبر ۲۰۰۱   |
| ۱۶۰۹۱۱ | 2001 VV54    | ۱۰ نوامبر ۲۰۰۱  |
| ۱۶۰۹۱۲ | 2001 WU27    | ۱۷ نوامبر ۲۰۰۱  |
| ۱۶۰۹۱۳ | 2001 WH47    | ۱۶ نوامبر ۲۰۰۱  |
| ۱۶۰۹۱۴ | 2001 XE13    | ۹ دسامبر ۲۰۰۱   |
| ۱۶۰۹۱۵ | 2001 XO40    | ۹ دسامبر ۲۰۰۱   |
| ۱۶۰۹۱۶ | 2001 XB44    | ۹ دسامبر ۲۰۰۱   |
| ۱۶۰۹۱۷ | 2001 XA82    | ۱۱ دسامبر ۲۰۰۱  |
| ۱۶۰۹۱۸ | 2001 XB88    | ۱۴ دسامبر ۲۰۰۱  |
| ۱۶۰۹۱۹ | 2001 XL101   | ۱۰ دسامبر ۲۰۰۱  |
| ۱۶۰۹۲۰ | 2001 XT109   | ۱۱ دسامبر ۲۰۰۱  |
| ۱۶۰۹۲۱ | 2001 XH115   | ۱۳ دسامبر ۲۰۰۱  |
| ۱۶۰۹۲۲ | 2001 XN117   | ۱۳ دسامبر ۲۰۰۱  |
| ۱۶۰۹۲۳ | 2001 XN135   | ۱۴ دسامبر ۲۰۰۱  |
| ۱۶۰۹۲۴ | 2001 XT140   | ۱۴ دسامبر ۲۰۰۱  |
| ۱۶۰۹۲۵ | 2001 XA157   | ۱۴ دسامبر ۲۰۰۱  |
| ۱۶۰۹۲۶ | 2001 XV172   | ۱۴ دسامبر ۲۰۰۱  |
| ۱۶۰۹۲۷ | 2001 XV193   | ۱۴ دسامبر ۲۰۰۱  |
| ۱۶۰۹۲۸ | 2001 XZ200   | ۱۵ دسامبر ۲۰۰۱  |
| ۱۶۰۹۲۹ | 2001 XW237   | ۱۵ دسامبر ۲۰۰۱  |
| ۱۶۰۹۳۰ | 2001 XF243   | ۱۴ دسامبر ۲۰۰۱  |
| ۱۶۰۹۳۱ | 2001 XE248   | ۱۴ دسامبر ۲۰۰۱  |
| ۱۶۰۹۳۱ | 2001 YO      | ۱۶ دسامبر ۲۰۰۱  |
| ۱۶۰۹۳۳ | 2001 YX26    | ۱۸ دسامبر ۲۰۰۱  |
| ۱۶۰۹۳۴ | 2001 YA63    | ۱۸ دسامبر ۲۰۰۱  |
| ۱۶۰۹۳۵ | 2001 YV68    | ۱۸ دسامبر ۲۰۰۱  |
| ۱۶۰۹۳۶ | 2001 YD84    | ۱۸ دسامبر ۲۰۰۱  |
| ۱۶۰۹۳۷ | 2001 YM84    | ۱۸ دسامبر ۲۰۰۱  |
| ۱۶۰۹۳۸ | 2001 YR104   | ۱۷ دسامبر ۲۰۰۱  |
| ۱۶۰۹۳۹ | 2002 AJ2     | ۳ ژانویه ۲۰۰۲   |
| ۱۶۰۹۴۰ | 2002 AK5     | ۹ ژانویه ۲۰۰۲   |
| ۱۶۰۹۴۱ | 2002 AM9     | ۱۱ ژانویه ۲۰۰۲  |
| ۱۶۰۹۴۲ | 2002 AV33    | ۱۲ ژانویه ۲۰۰۲  |
| ۱۶۰۹۴۳ | 2002 AR34    | ۱۰ ژانویه ۲۰۰۲  |
| ۱۶۰۹۴۴ | 2002 AY37    | ۹ ژانویه ۲۰۰۲   |
| ۱۶۰۹۴۵ | 2002 AD40    | ۹ ژانویه ۲۰۰۲   |
| ۱۶۰۹۴۶ | 2002 AA49    | ۹ ژانویه ۲۰۰۲   |
| ۱۶۰۹۴۷ | 2002 AX59    | ۹ ژانویه ۲۰۰۲   |
| ۱۶۰۹۴۸ | 2002 AT76    | ۸ ژانویه ۲۰۰۲   |
| ۱۶۰۹۴۹ | 2002 AD99    | ۸ ژانویه ۲۰۰۲   |
| ۱۶۰۹۵۰ | 2002 AK107   | ۹ ژانویه ۲۰۰۲   |
| ۱۶۰۹۵۱ | 2002 AR110   | ۹ ژانویه ۲۰۰۲   |
| ۱۶۰۹۵۲ | 2002 AG111   | ۹ ژانویه ۲۰۰۲   |
| ۱۶۰۹۵۳ | 2002 AA116   | ۹ ژانویه ۲۰۰۲   |
| ۱۶۰۹۵۴ | 2002 AF122   | ۹ ژانویه ۲۰۰۲   |
| ۱۶۰۹۵۵ | 2002 AN126   | ۱۳ ژانویه ۲۰۰۲  |
| ۱۶۰۹۵۶ | 2002 AU129   | ۱۵ ژانویه ۲۰۰۲  |
| ۱۶۰۹۵۷ | 2002 AD142   | ۱۳ ژانویه ۲۰۰۲  |
| ۱۶۰۹۵۸ | 2002 AS156   | ۱۳ ژانویه ۲۰۰۲  |
| ۱۶۰۹۵۹ | 2002 AZ159   | ۱۳ ژانویه ۲۰۰۲  |
| ۱۶۰۹۶۰ | 2002 AU162   | ۱۳ ژانویه ۲۰۰۲  |
| ۱۶۰۹۶۱ | 2002 AW178   | ۱۴ ژانویه ۲۰۰۲  |
| ۱۶۰۹۶۲ | 2002 AA182   | ۵ ژانویه ۲۰۰۲   |
| ۱۶۰۹۶۳ | 2002 AP182   | ۵ ژانویه ۲۰۰۲   |
| ۱۶۰۹۶۴ | 2002 AY201   | ۸ ژانویه ۲۰۰۲   |
| ۱۶۰۹۶۵ | 2002 BB5     | ۱۹ ژانویه ۲۰۰۲  |
| ۱۶۰۹۶۶ | 2002 BO7     | ۱۸ ژانویه ۲۰۰۲  |
| ۱۶۰۹۶۷ | 2002 BQ15    | ۱۹ ژانویه ۲۰۰۲  |
| ۱۶۰۹۶۸ | 2002 BP23    | ۲۳ ژانویه ۲۰۰۲  |
| ۱۶۰۹۶۹ | 2002 BV25    | ۲۳ ژانویه ۲۰۰۲  |
| ۱۶۰۹۷۰ | 2002 CX10    | ۶ فوریه ۲۰۰۲    |
| ۱۶۰۹۷۱ | 2002 CM13    | ۸ فوریه ۲۰۰۲    |
| ۱۶۰۹۷۲ | 2002 CX23    | ۶ فوریه ۲۰۰۲    |
| ۱۶۰۹۷۳ | 2002 CO26    | ۶ فوریه ۲۰۰۲    |
| ۱۶۰۹۷۴ | 2002 CL38    | ۷ فوریه ۲۰۰۲    |
| ۱۶۰۹۷۵ | 2002 CO38    | ۷ فوریه ۲۰۰۲    |
| ۱۶۰۹۷۶ | 2002 CV52    | ۷ فوریه ۲۰۰۲    |
| ۱۶۰۹۷۷ | 2002 CH59    | ۱۲ فوریه ۲۰۰۲   |
| ۱۶۰۹۷۸ | 2002 CU60    | ۶ فوریه ۲۰۰۲    |
| ۱۶۰۹۷۹ | 2002 CG67    | ۷ فوریه ۲۰۰۲    |
| ۱۶۰۹۸۰ | 2002 CP70    | ۷ فوریه ۲۰۰۲    |
| ۱۶۰۹۸۱ | 2002 CV74    | ۷ فوریه ۲۰۰۲    |
| ۱۶۰۹۸۲ | 2002 CH85    | ۷ فوریه ۲۰۰۲    |
| ۱۶۰۹۸۳ | 2002 CX96    | ۷ فوریه ۲۰۰۲    |
| ۱۶۰۹۸۴ | 2002 CQ104   | ۷ فوریه ۲۰۰۲    |
| ۱۶۰۹۸۵ | 2002 CK109   | ۷ فوریه ۲۰۰۲    |
| ۱۶۰۹۸۶ | 2002 CX113   | ۸ فوریه ۲۰۰۲    |
| ۱۶۰۹۸۷ | 2002 CV118   | ۶ فوریه ۲۰۰۲    |
| ۱۶۰۹۸۸ | 2002 CK131   | ۷ فوریه ۲۰۰۲    |
| ۱۶۰۹۸۹ | 2002 CY142   | ۹ فوریه ۲۰۰۲    |
| ۱۶۰۹۹۰ | 2002 CF167   | ۸ فوریه ۲۰۰۲    |
| ۱۶۰۹۹۱ | 2002 CP168   | ۸ فوریه ۲۰۰۲    |
| ۱۶۰۹۹۲ | 2002 CE192   | ۱۰ فوریه ۲۰۰۲   |
| ۱۶۰۹۹۳ | 2002 CR202   | ۱۰ فوریه ۲۰۰۲   |
| ۱۶۰۹۹۴ | 2002 CS205   | ۱۰ فوریه ۲۰۰۲   |
| ۱۶۰۹۹۵ | 2002 CN218   | ۱۰ فوریه ۲۰۰۲   |
| ۱۶۰۹۹۶ | 2002 CE239   | ۱۱ فوریه ۲۰۰۲   |
| ۱۶۰۹۹۷ | 2002 CO254   | ۵ فوریه ۲۰۰۲    |
| ۱۶۰۹۹۸ | 2002 CA255   | ۶ فوریه ۲۰۰۲    |
| ۱۶۰۹۹۹ | 2002 CS296   | ۱۰ فوریه ۲۰۰۲   |
| ۱۶۱۰۰۰ | 2002 CZ302   | ۱۲ فوریه ۲۰۰۲   |